# Hábitat colectivo

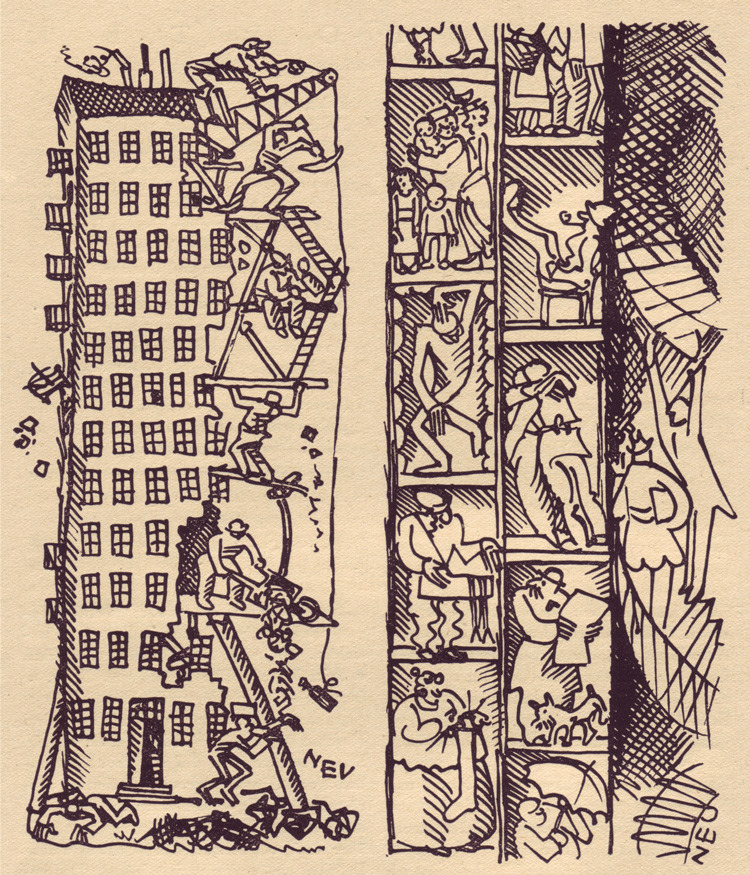
Ilustración satírica de Paul Neu en Der Orchideengarten, 1920.

Hábitat colectivo o residencia multifamiliar es un tipo de hábitat humano en donde varios hogares familiares o domicilios se ubican en el mismo edificio o inmueble. Este concepto se opone al de hábitat individual, y también incluye y se diferencia del hábitat intermedio o hábitat semi-colectivo (alojamientos superpuestos como en el colectivo, pero con accesos individualizados y espacios exteriores privativos).
No debe confundirse con las construcciones unifamiliares que comparten pared medianera pero no se disponen una sobre otra (aunque cada una pueda tener varios pisos), y responden al concepto anglosajón de terraced house (en el urbanismo español desde finales del XX se usa la denominación inmobiliaria de "chalet adosado").
No debe confundirse el concepto de vivienda colectiva con el de vivienda colectivizada, resultado de la colectivización de la vivienda en el contexto de procesos revolucionarios colectivistas (kommunalka en la Unión Soviética), ni este con el de "okupación" de la vivienda o con el de vivienda pública.
Por otro lado, el concepto de hábitat colectivo también se distingue de otros usos no residenciales de los inmuebles, como son las funciones económicas (edificios, industriales, comerciales o de oficinas) o las de equipamiento (edificios educativos, sanitarios, deportivos, etc.)

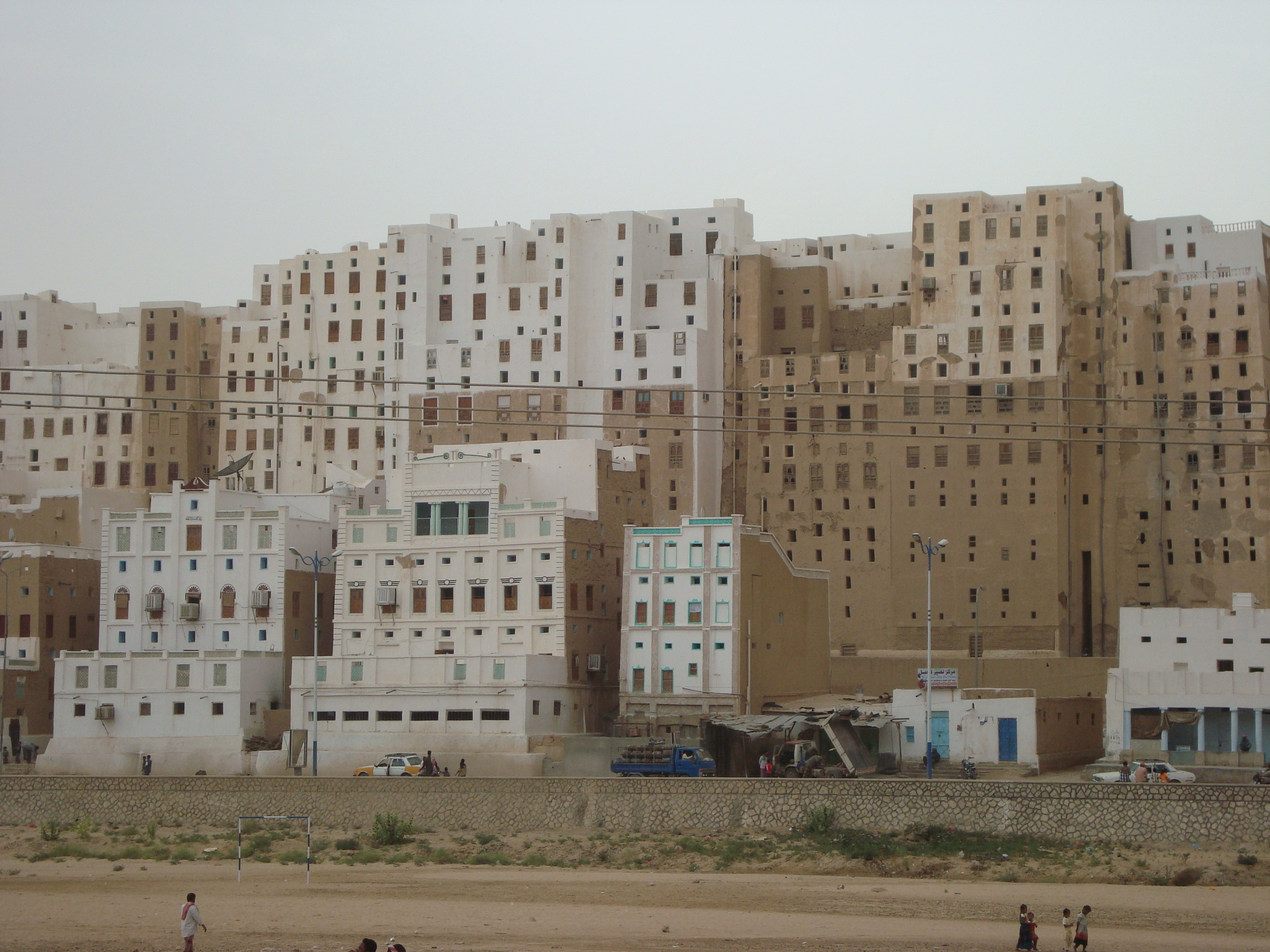
Shibam, Yemen. La construcción de edificios de viviendas con múltiples pisos se remonta a siglos atrás.

Corte de la rue Aroubi en la Casbah de Argel. En cada edificio, en torno al patio común, se alojaban unas cuatro familias.

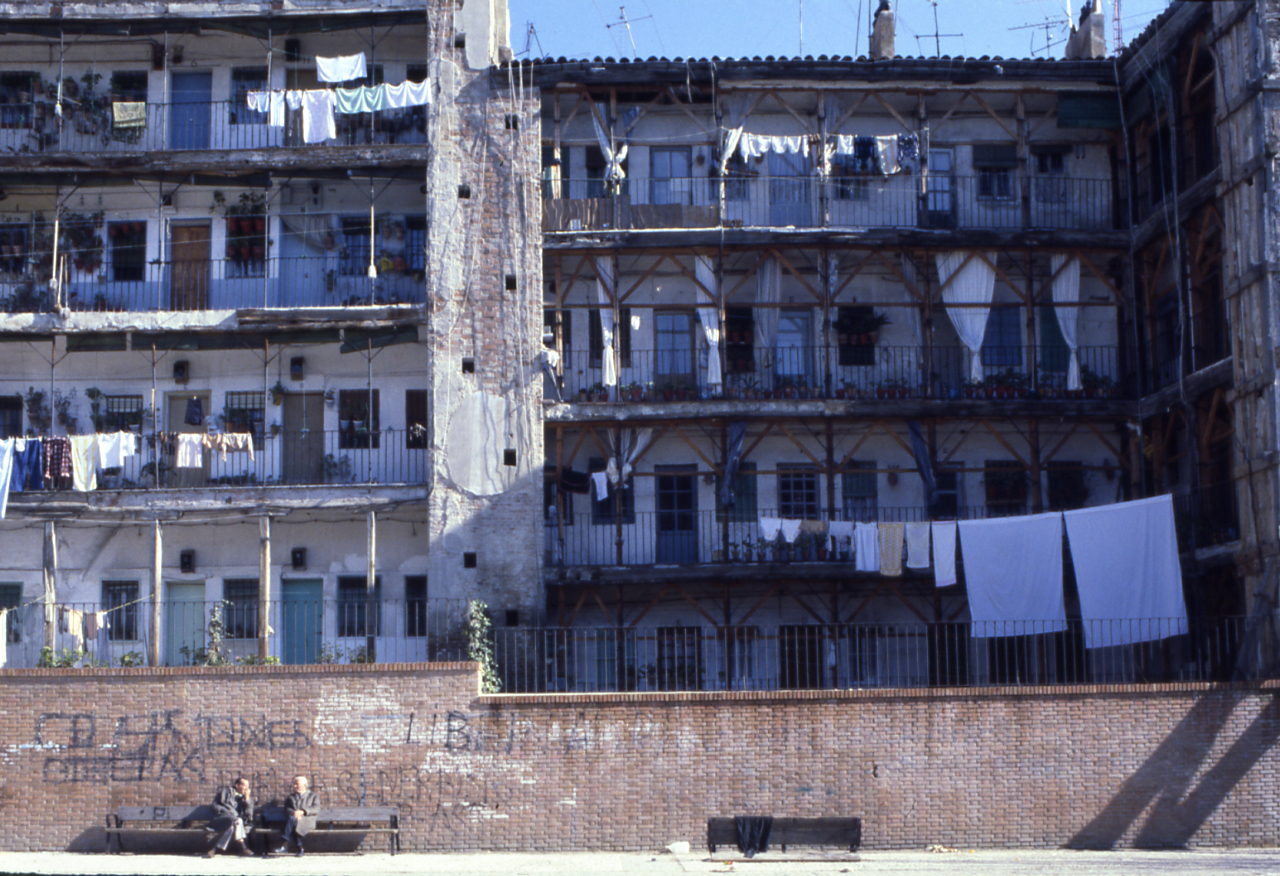
Corrala de la Travesía del Conde, Madrid, en 1980. Foto de Paolo Monti.

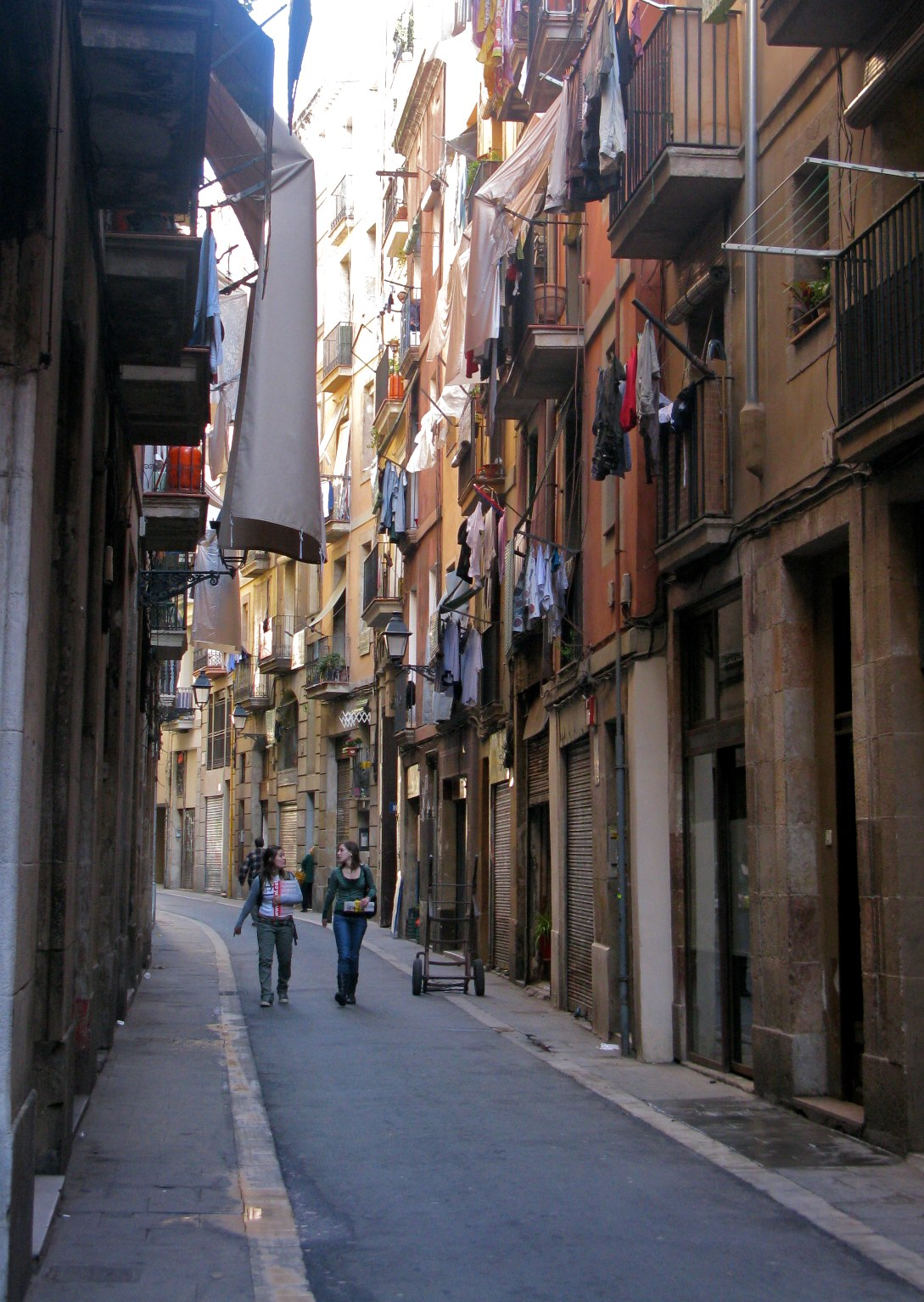
El Raval, Barcelona.

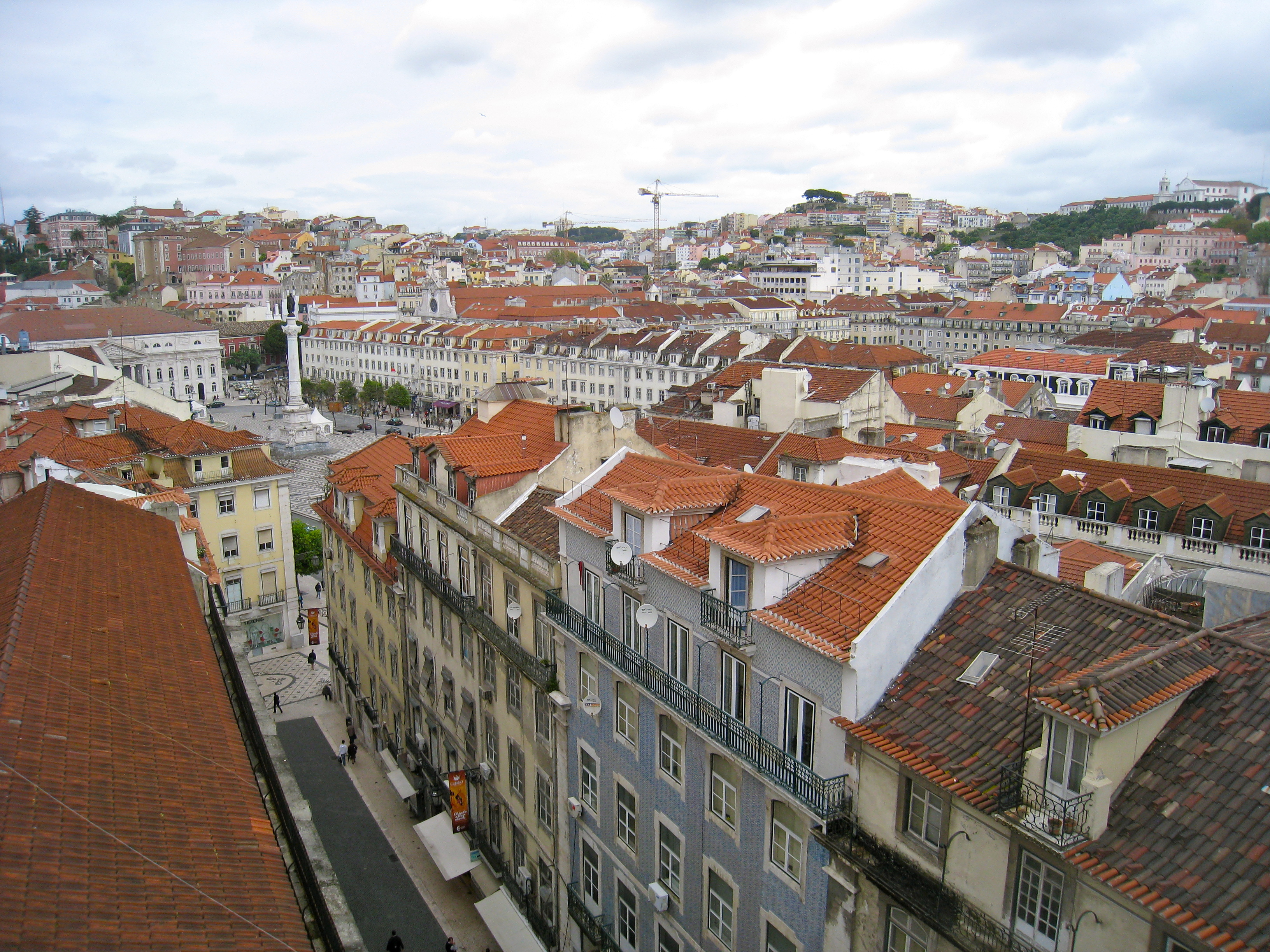
Baixa de Lisboa, reconstruida tras el terremoto de 1759.

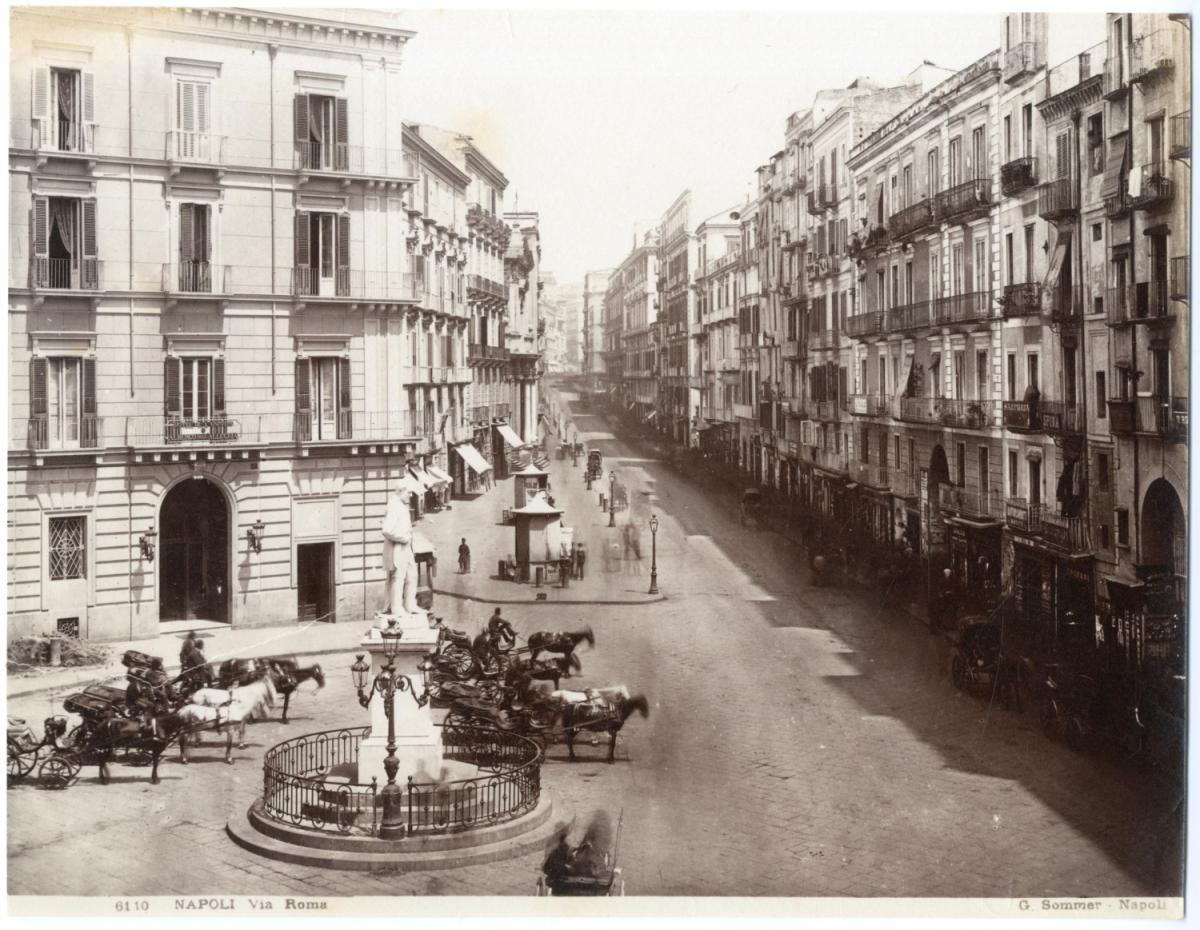
Via Roma de Nápoles ca. 1870.

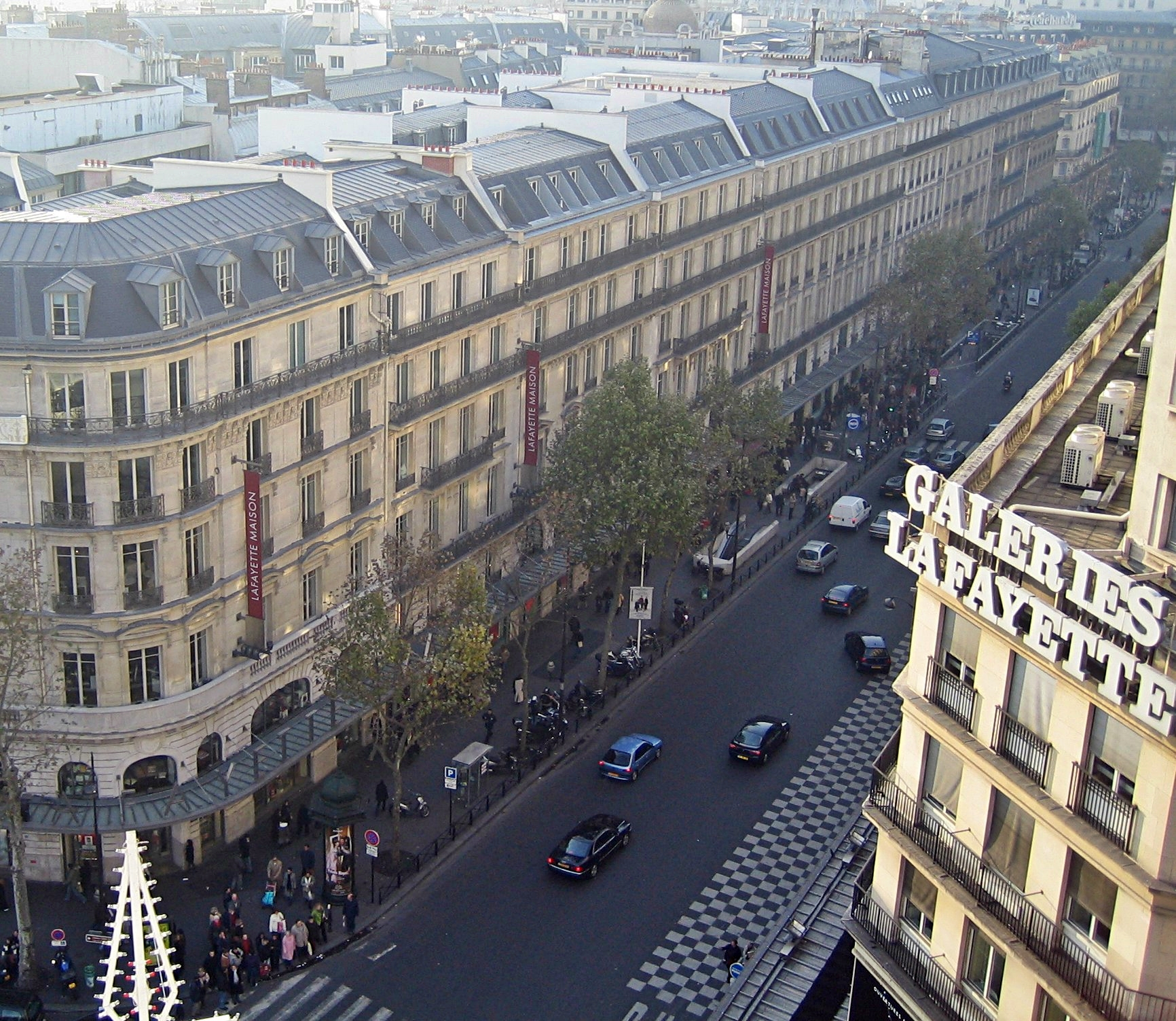
Boulevard Haussmann de París, con los típicos edificios de viviendas del "plan Haussmann", paradigma de los ensanches burgueses del.

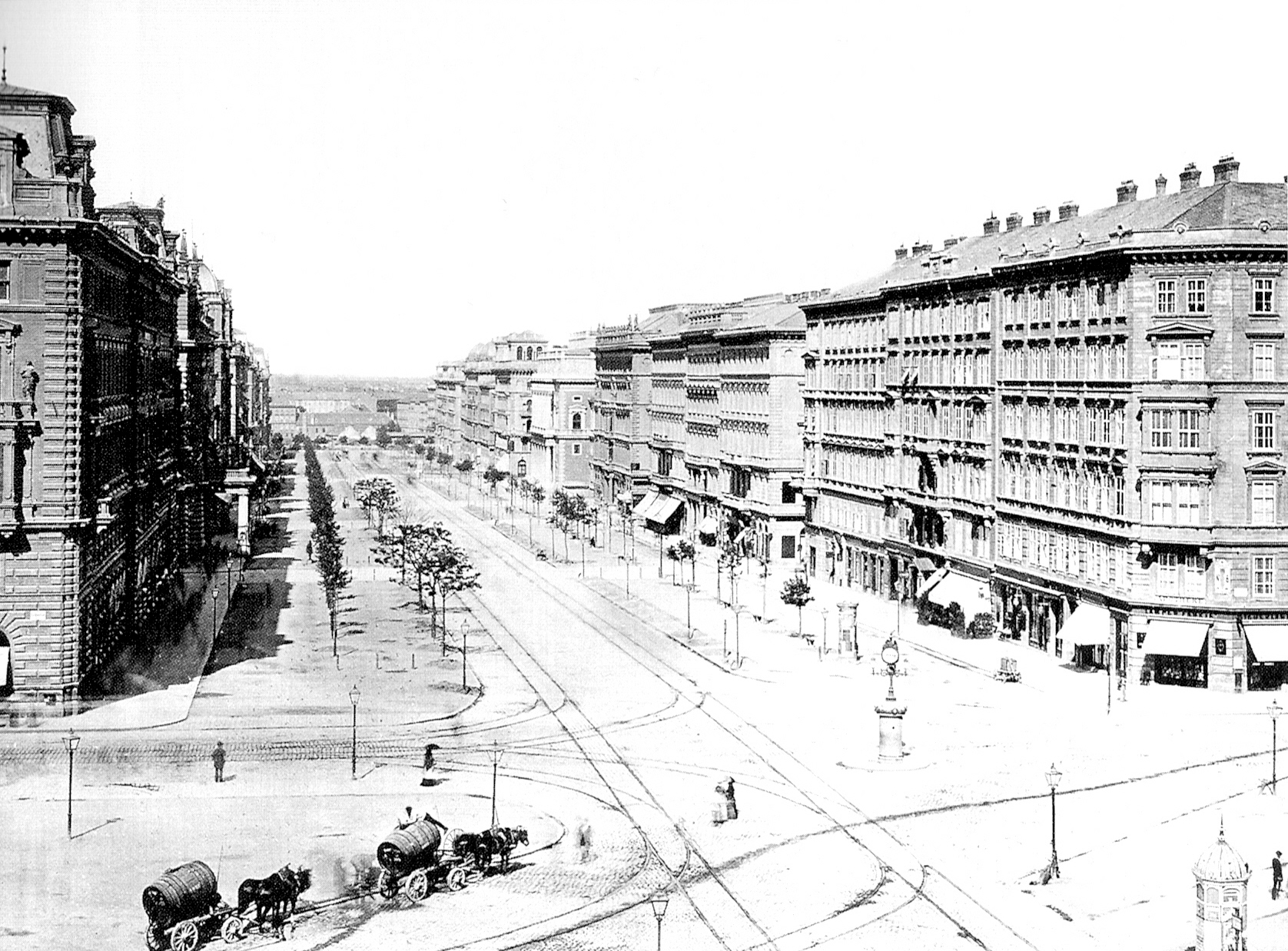
Ring de Viena, construido a partir del derribo de las murallas desde 1857.

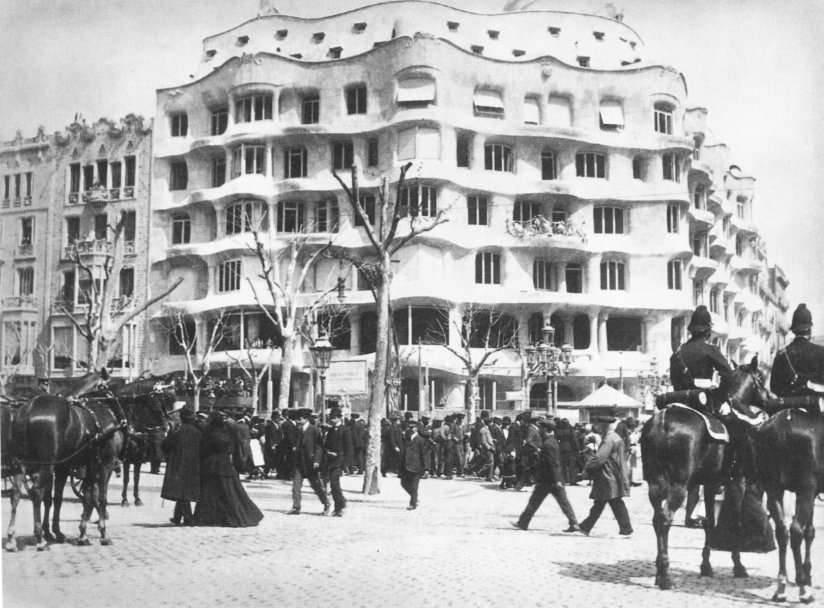
Casa Milá.

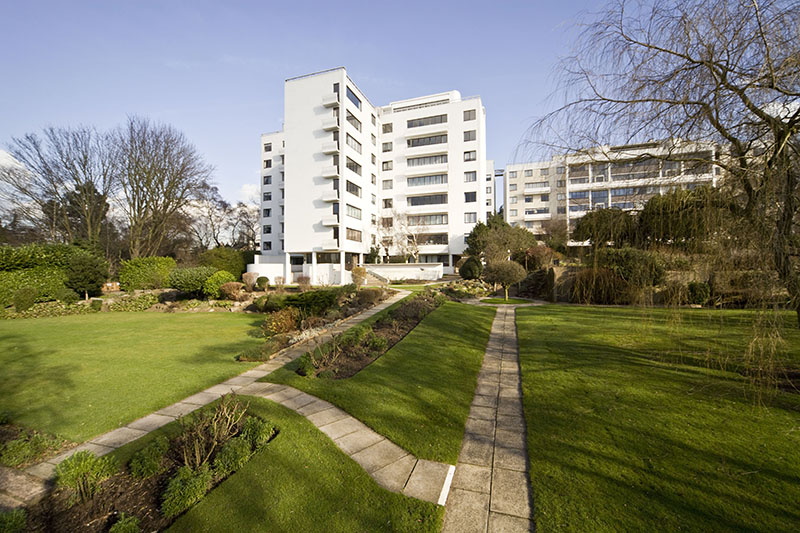
Highpoint I.

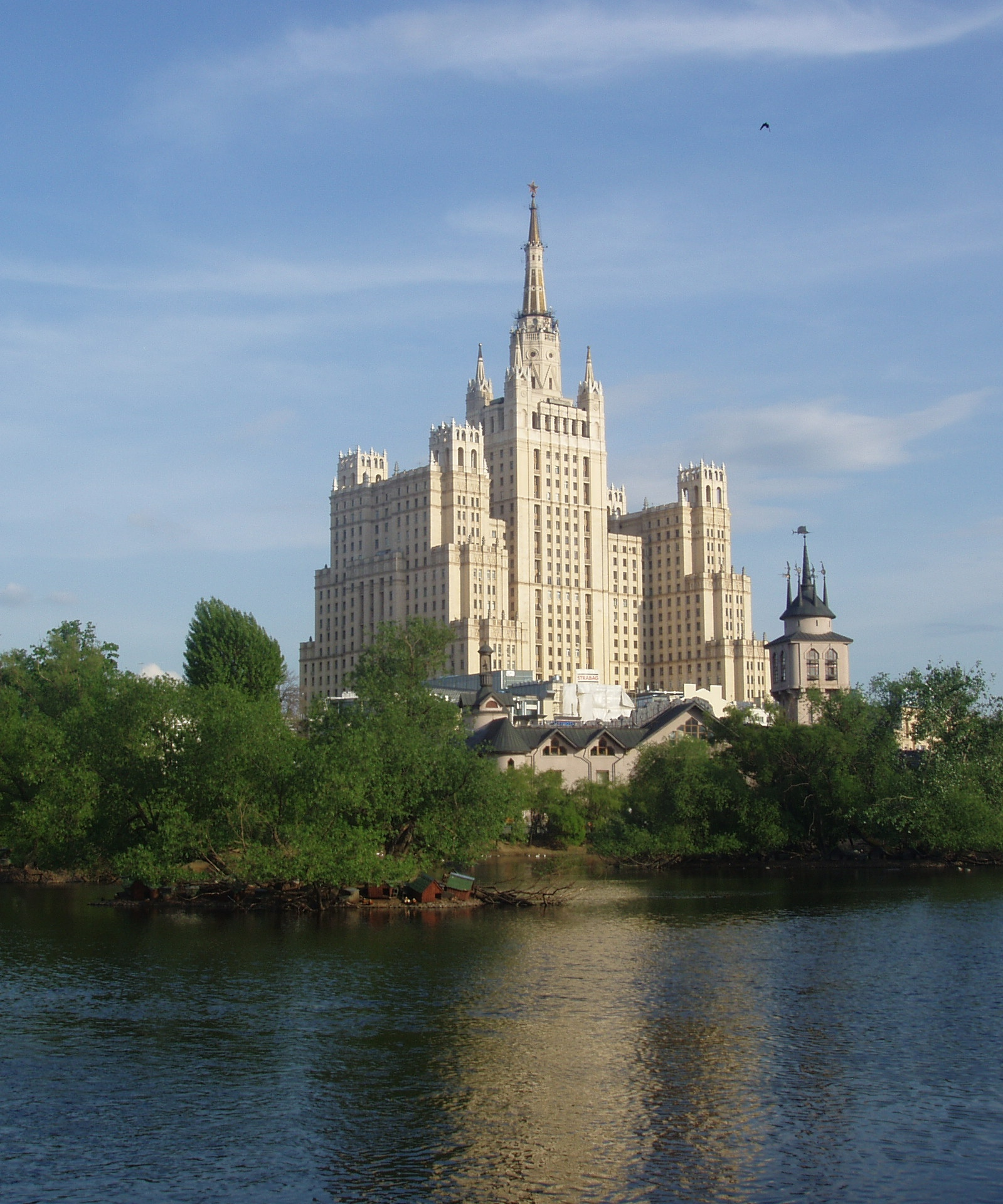
Edificio de la plaza Kudrinskaya, Moscú, 1954.

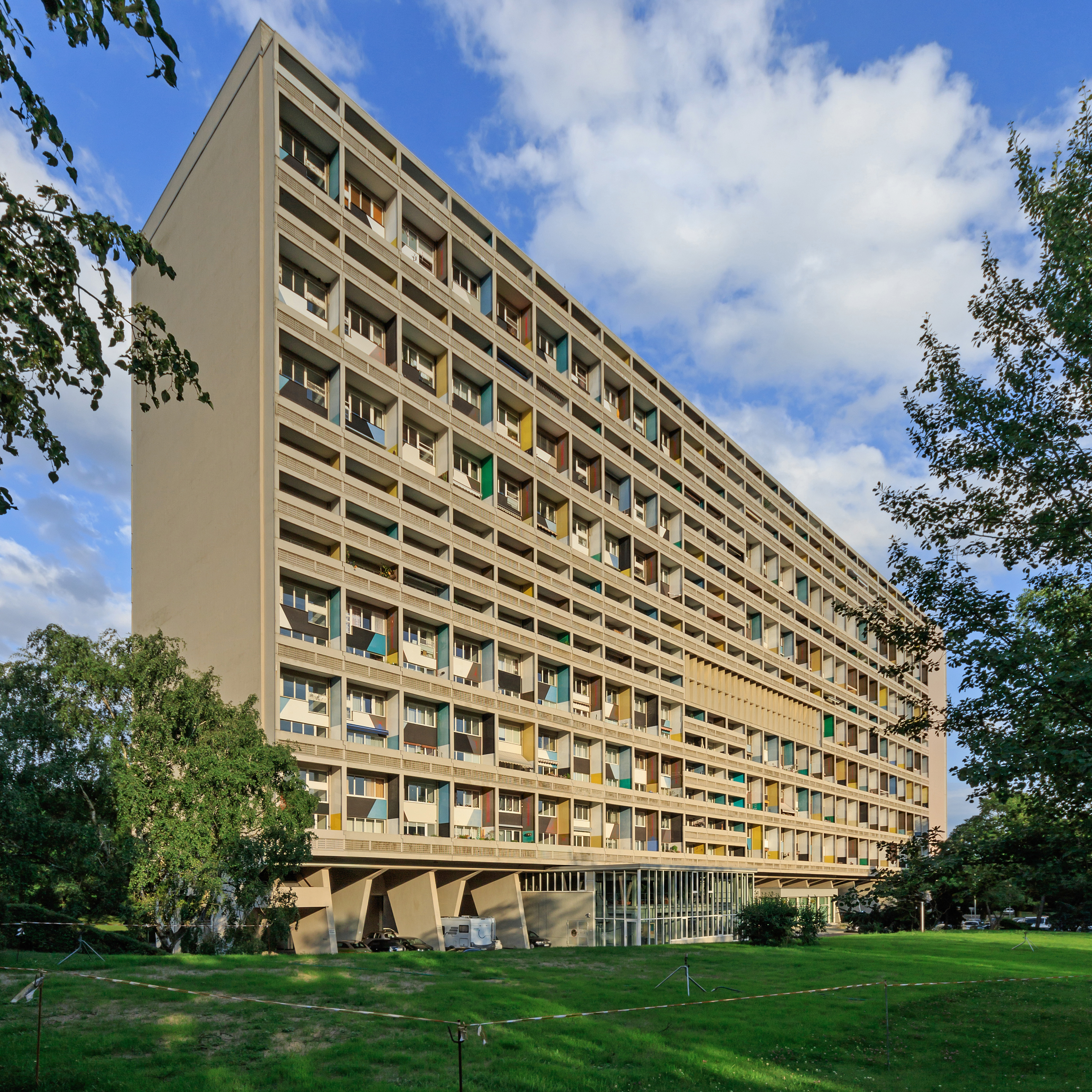
Corbusierhaus de Berlín, 1957.

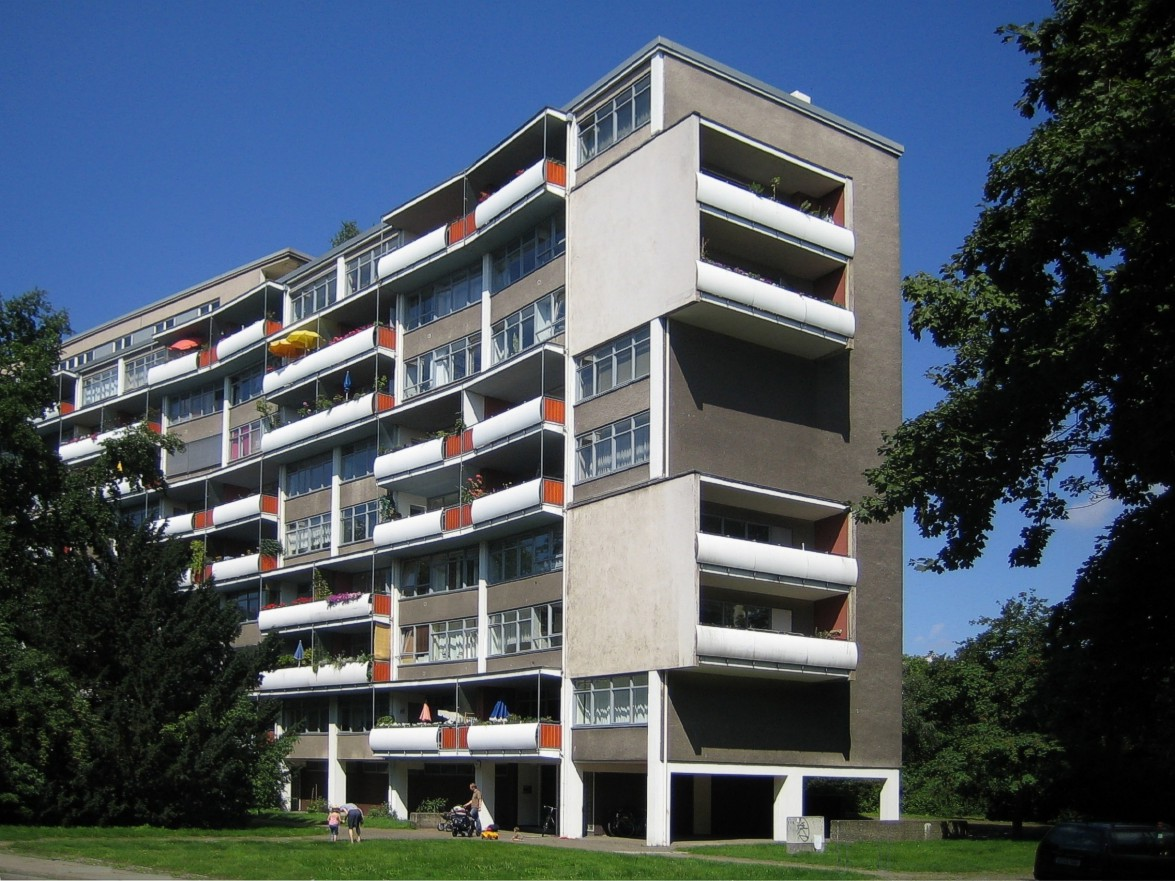
Gropiushaus de Berlín, 1957.

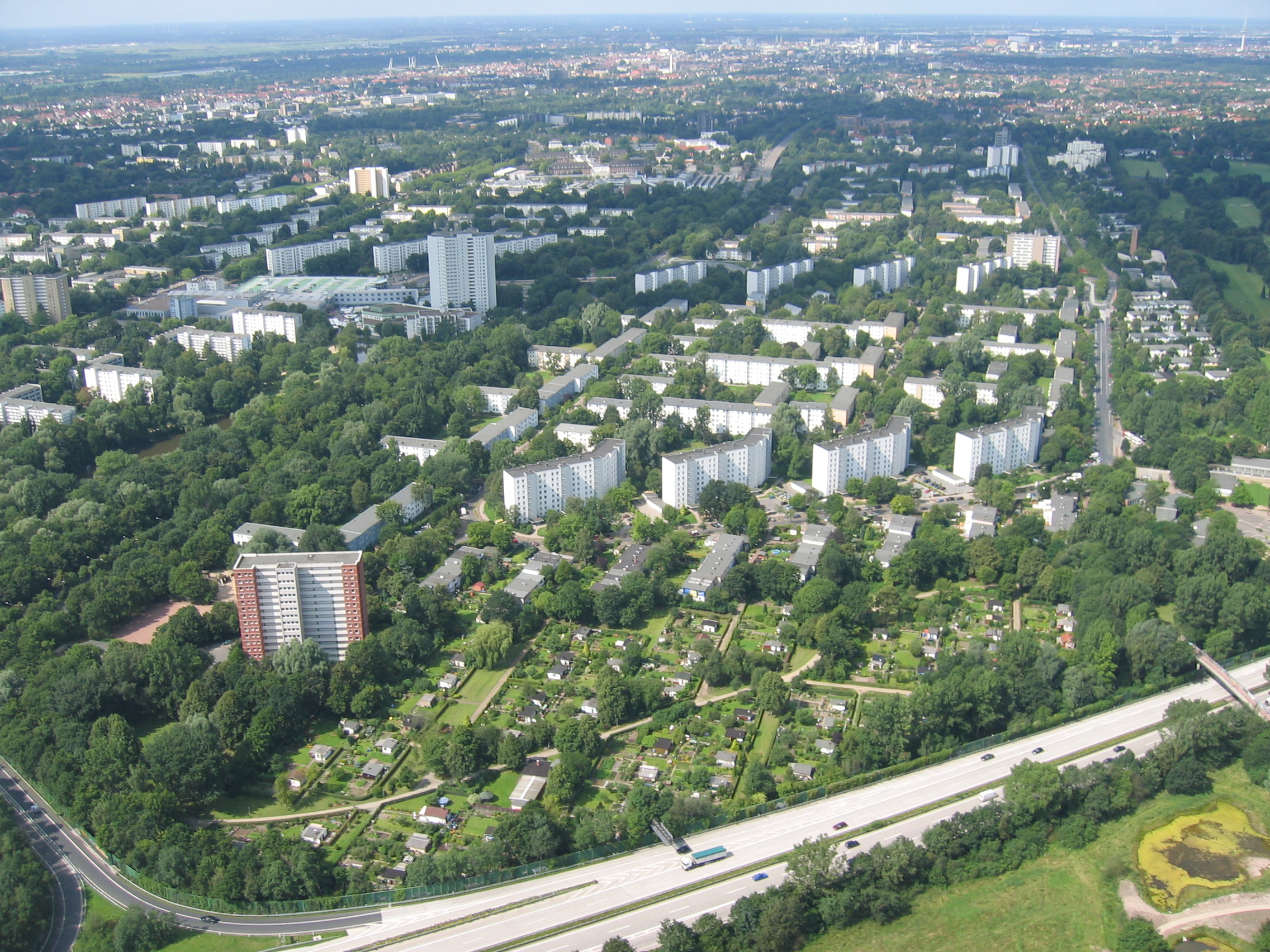
Bremen-Neue Vahr, zona planificada desde 1954 por Ernst May, con el Aalto-Hochhaus de Alvar Aalto, 1962.

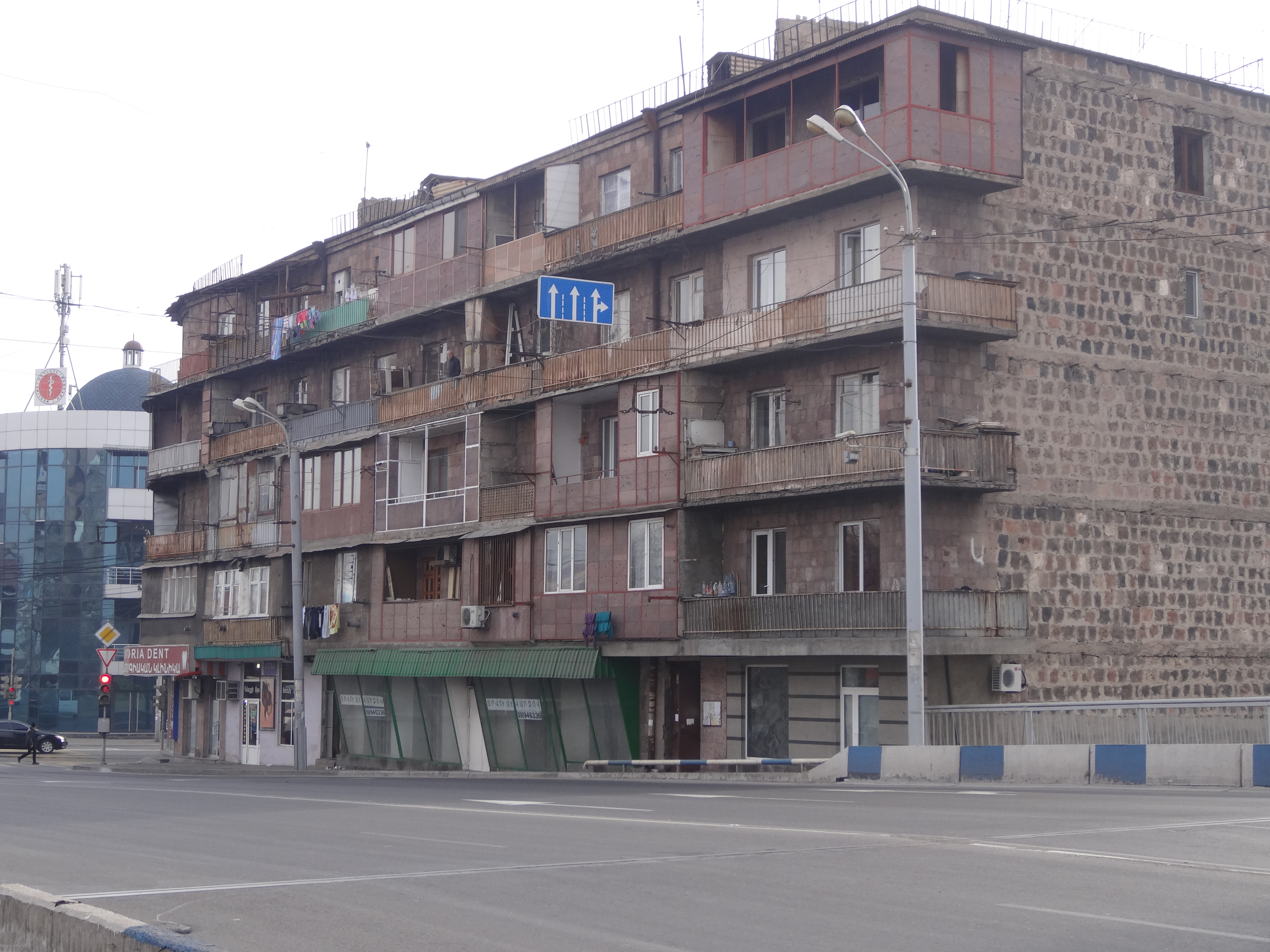
Jrushchovka en Ereván.

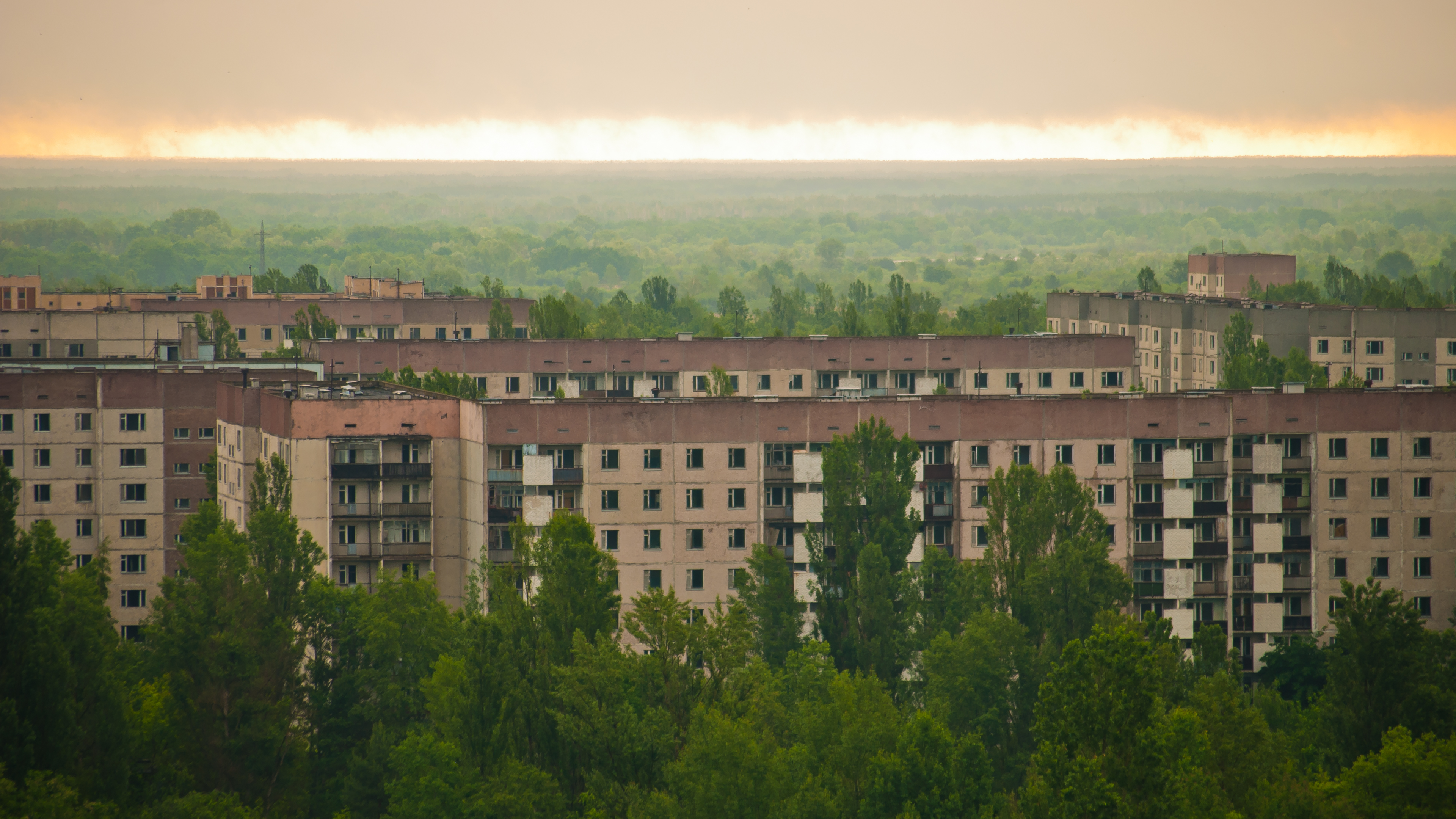
Ciudad "fantasma" de Prípiat, abandonada por el desastre de Chernobil.

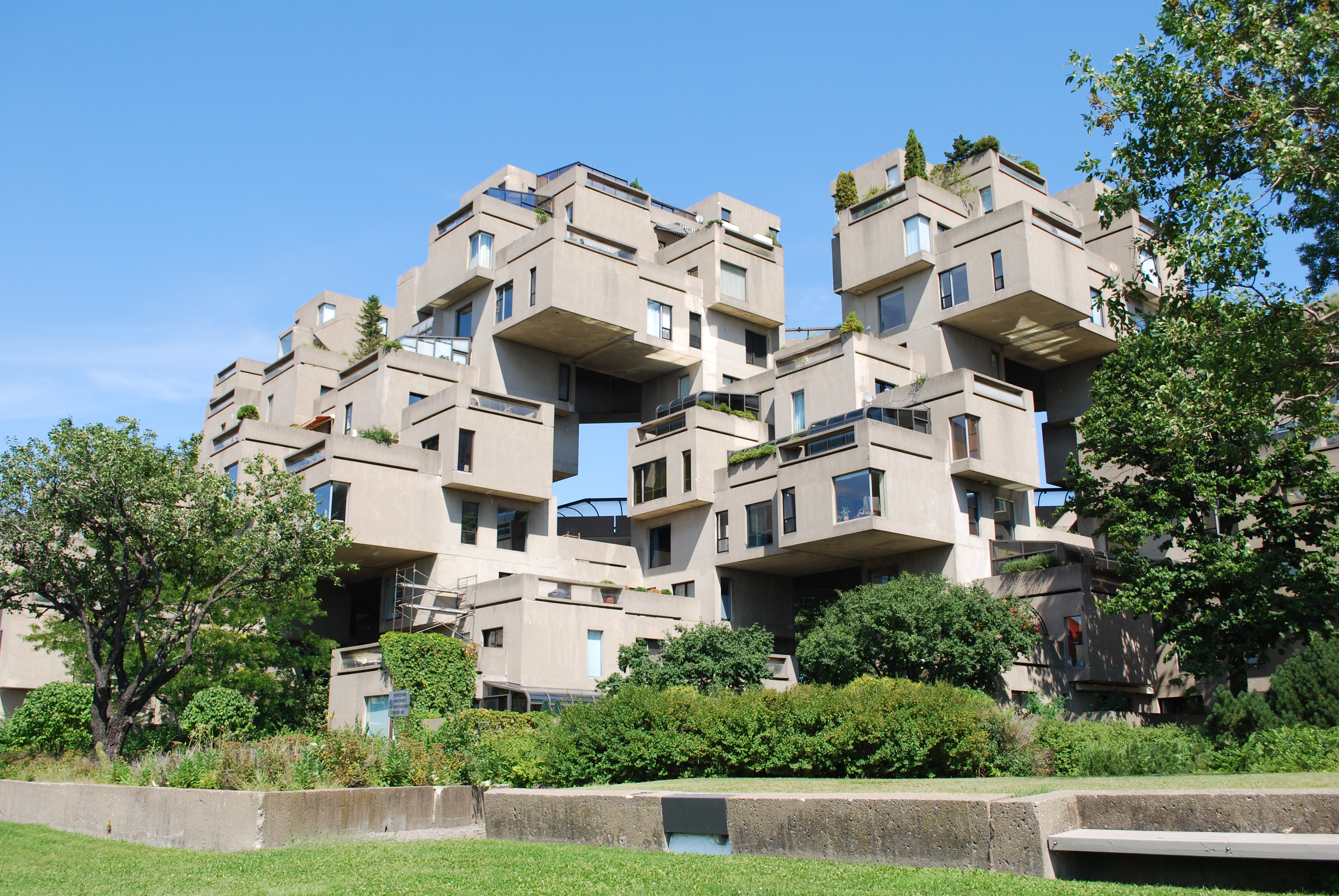
Habitat 67, Montreal.

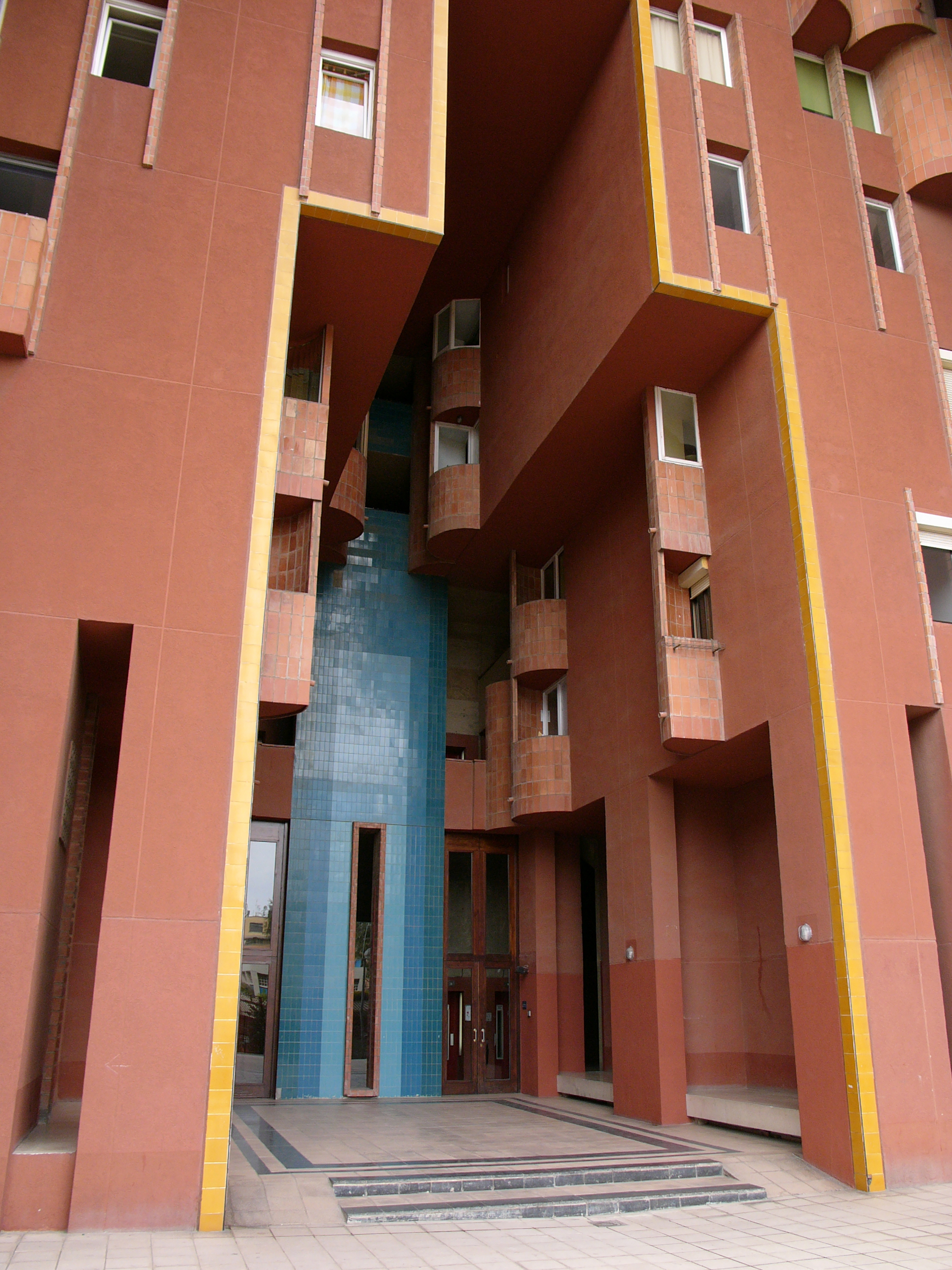
Detalle de Walden 7, Barcelona, 1970.

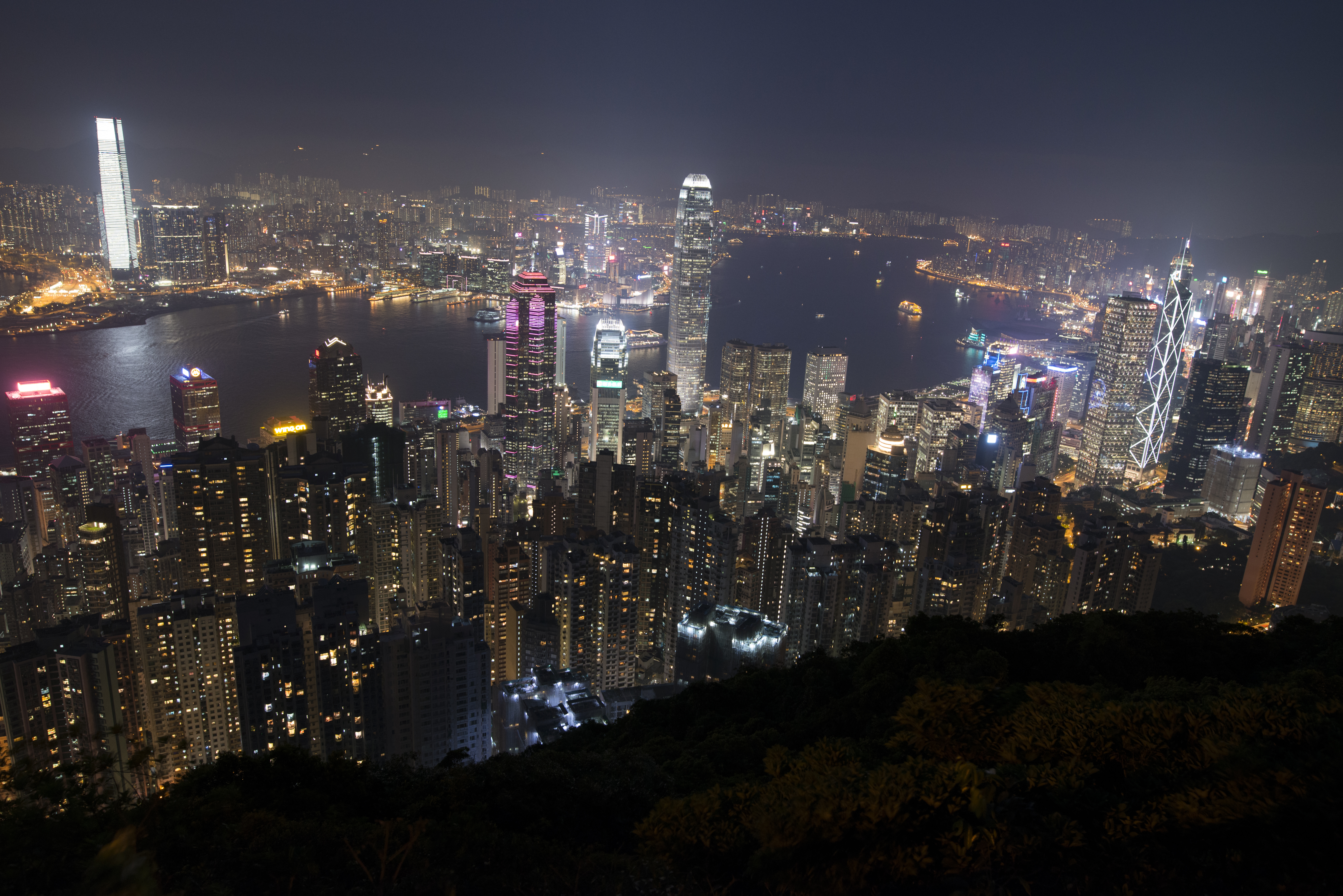
Hong Kong. La escasez del espacio exige la aglomeración de viviendas.
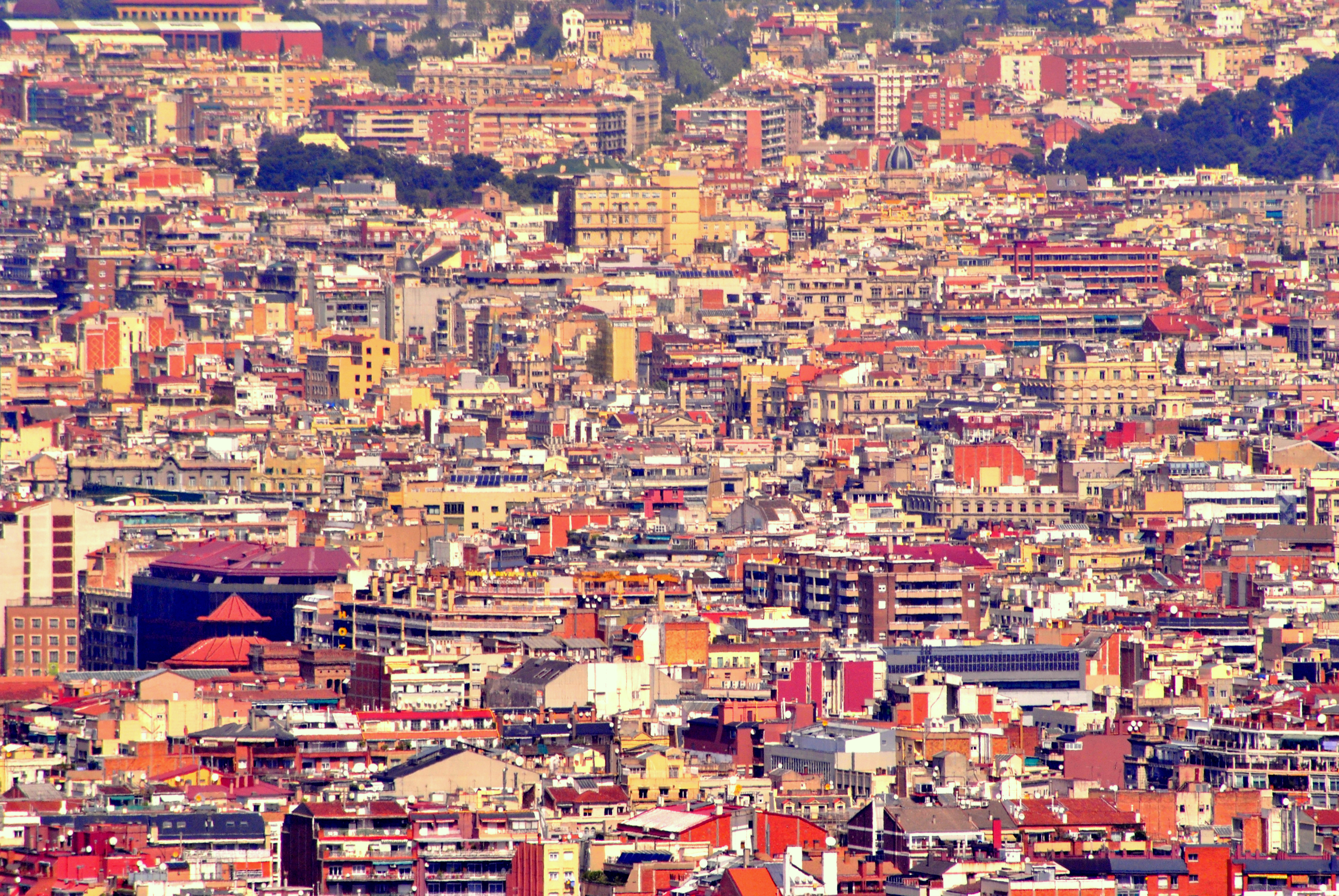
Barcelona.
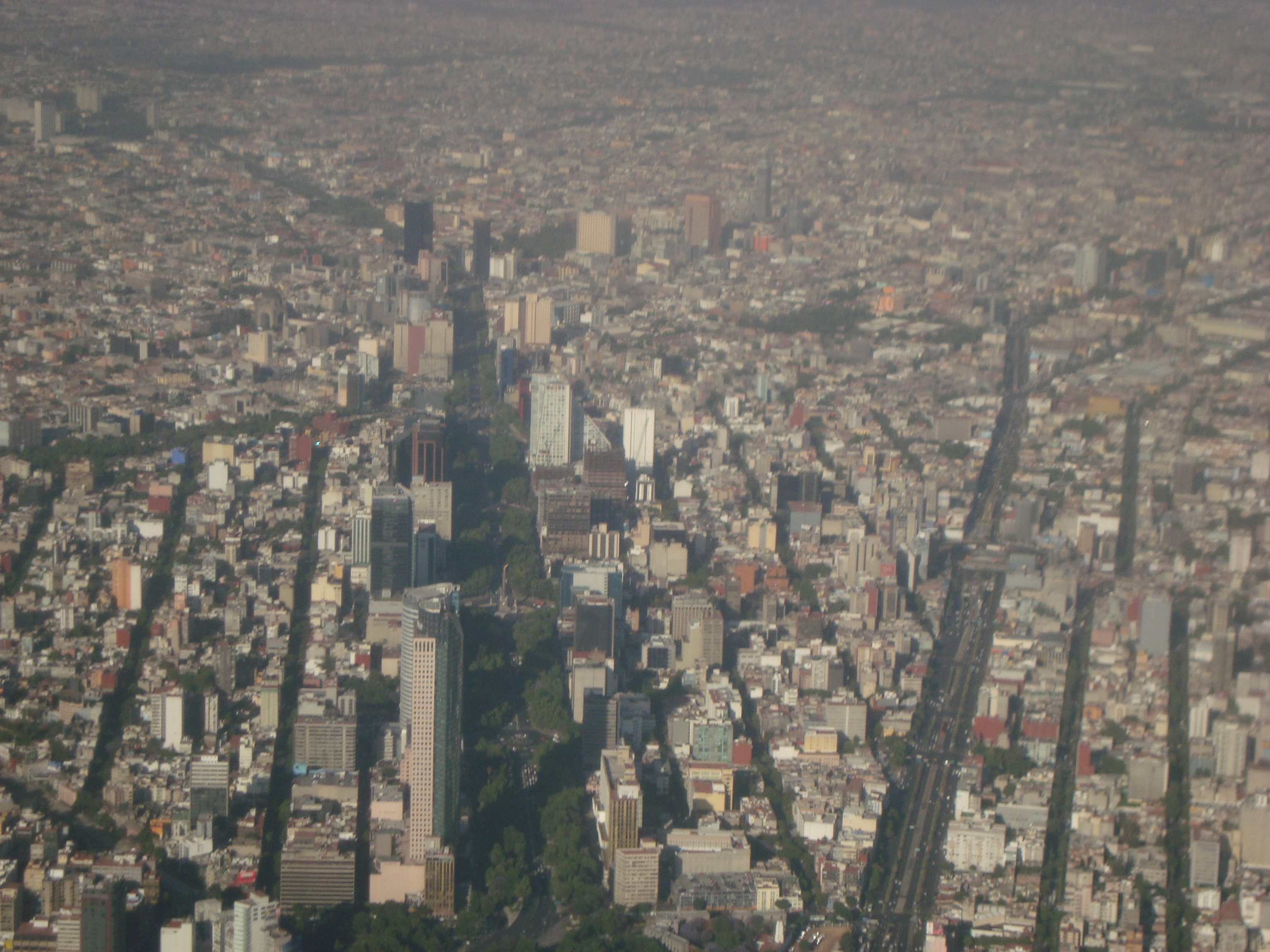
Paseo de la Reforma (Ciudad de México).
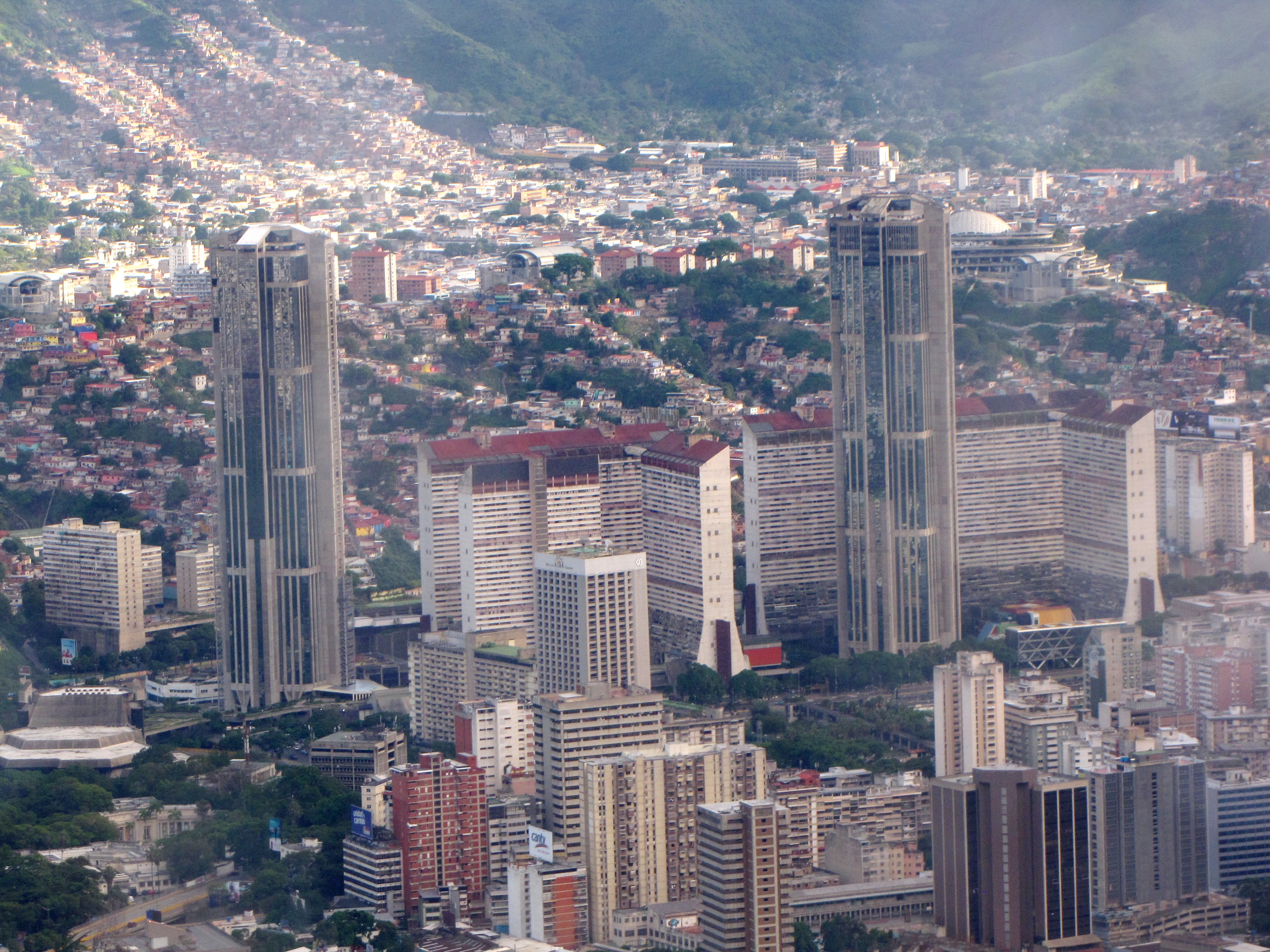
Parque Central (Caracas).
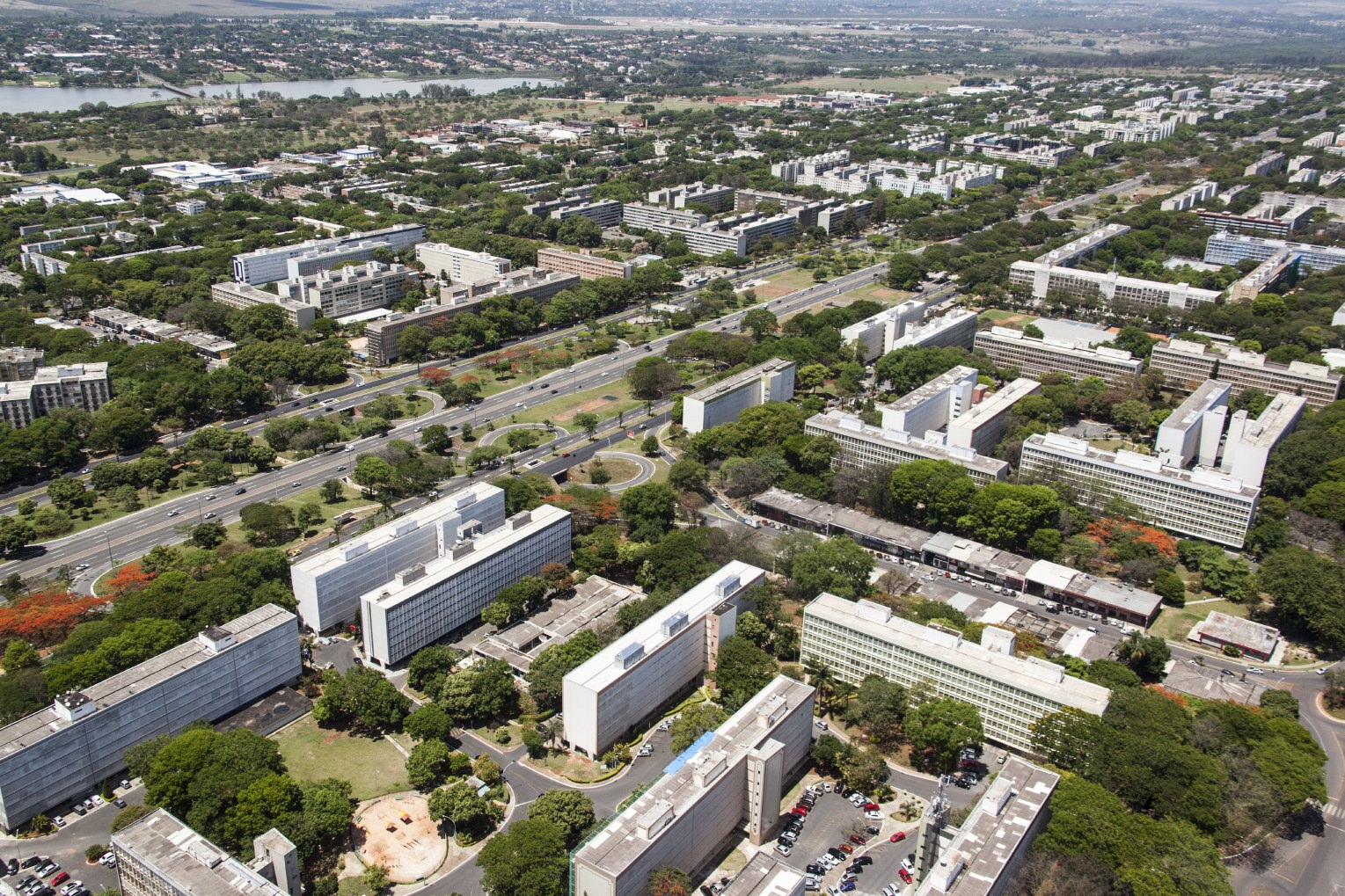
Asa Sul de Brasilia.
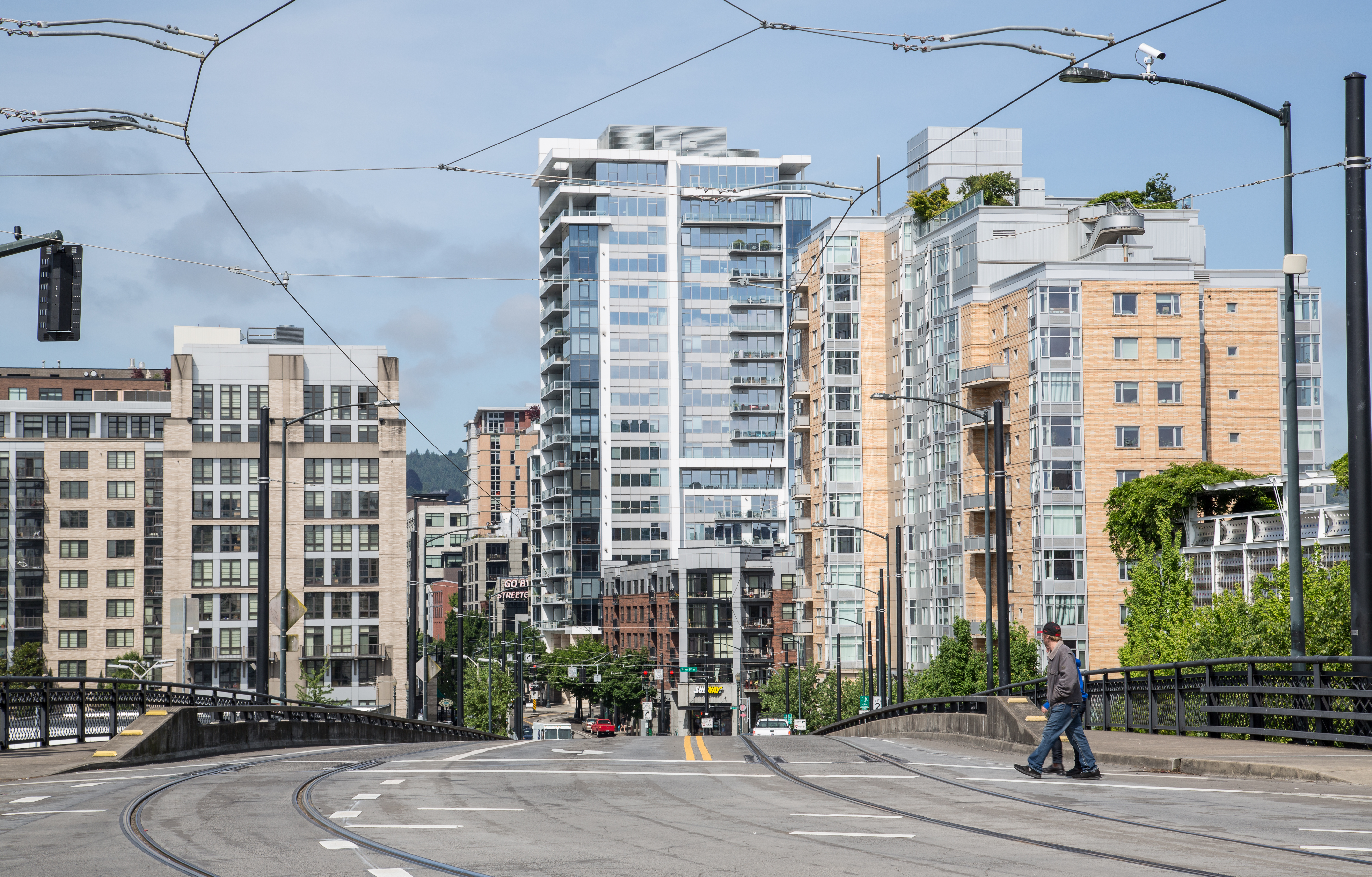
Lovejoy Street (Portland).
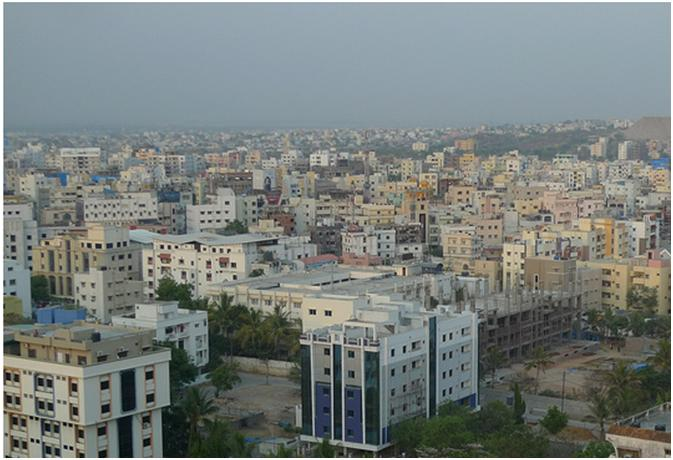
Hyderabad (India).
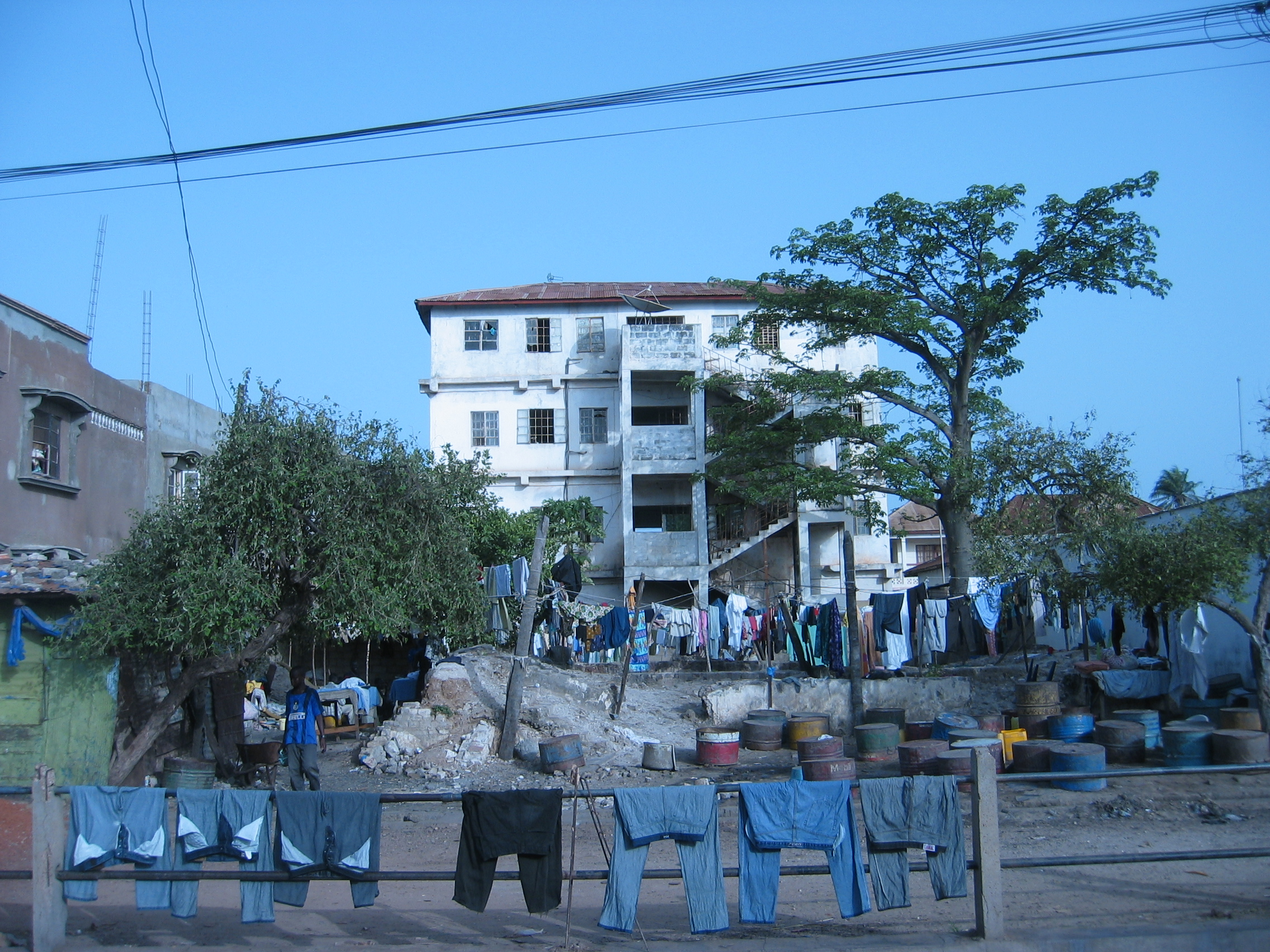
Banjul.
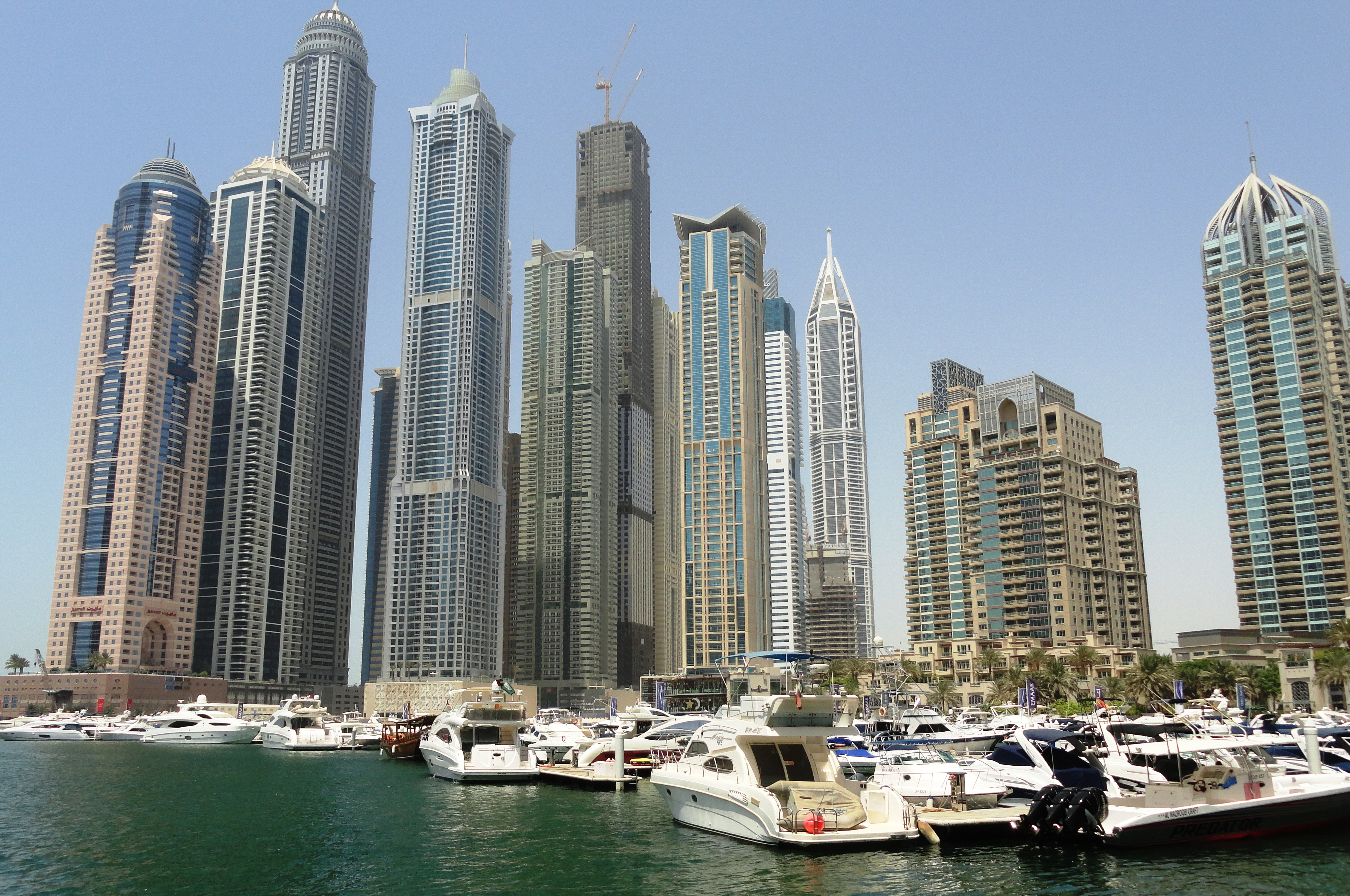
Dubai.

Las denominaciones bloque de viviendas, bloque de pisos, bloque de apartamentos, edificio de viviendas, edificio de pisos, edificio de apartamentos, u otras similares se refieren concretamente a las construcciones o edificios destinados a viviendas, divididas en pisos, en cada uno de los cuales se dispone uno o más alojamientos familiares independientes (apartamento). El DRAE recoge la expresión "casa de vecindad" como la "casa que contiene muchas viviendas reducidas, por lo común con acceso a patios y corredores", equivalente a la definición de corrala (con la indicación de "antigua" y "en Madrid especialmente").
Responden a un concepto de vivienda multifamiliar frente al concepto de vivienda unifamiliar. En términos de propiedad pueden ser objeto de figuras jurídicas como la propiedad horizontal o el condominio, distinguiéndose las zonas comunes (portales, escaleras, rellanos, patios, azoteas, tejados, zonas de servicios comunes como ascensores, calderas o antenas colectivas, etc.), de las privativas de cada propietario (los alojamientos en sí, a partir de su puerta individual); o bien al contrario, ser todo el inmueble propiedad de un casero que lo alquila por partes a inquilinos, o se ofrece como prestación social o como complemento salarial en especie por las autoridades o las empresas.
En Alemania se calcula que el espacio ocupado por las viviendas multifamiliares es el 31% (el segundo mayor grupo, después del ocupado por las viviendas unifamiliares), y el 38% de las unidades residenciales.
En España la relación entre viviendas multifamiliares y unifamiliares es del 69/31 en el caso de las viviendas principales y del 57/43 en el caso de las secundarias, aunque con una gran diferencia cuando se considera el tamaño de la localidad: 89/11 en las mayores de 50.000 habitantes y 26/74 en el caso de las menores de 5.000 habitantes (ambos datos relativos a viviendas principales).

## Historia

### Hasta elsigloXIX
Mientras que en la sociedad preindustrial los ejemplos de bloques de viviendas son escasos, aunque existían en contextos urbanos de alta densidad (insulae en la Antigua Roma, "rascacielos" de Shibam en Yemen, "casas a la malicia" en el Madrid del Antiguo Régimen, Casbah de Argel), el crecimiento urbano, especialmente a partir de la Revolución industrial, las hizo imprescindibles: tal es el caso del modelo de casa del ensanche en los ensanches burgueses de las ciudades europeas del siglo XIX (empleando los estilos arquitectónicos de cada periodo de la época y sus versiones locales, genéricamente incluidos en el eclecticismo y el historicismo: Biedermeier, estilo victoriano, estilo Luis Felipe, estilo Segundo Imperio, estilo Tercera República, etc.)

Dirigímonos, pues, a ver las casas nuevas; esas que surgen de la noche a la mañana por todas las calles de Madrid; esas que tienen más balcones que ladrillos y más pisos que balcones; esas por medio de las cuales se agrupa la población de esta coronada villa, se apiña, se sobrepone y se aleja de Madrid, no por las puertas, sino por arriba, como se marcha el chocolate de una chocolatera olvidada sobre las brasas. La población que se va colocando sobre los límites que encerraron a nuestros abuelos, me hace el efecto del helado que se eleva fuera de la copa de los sorbetes. El caso es el mismo: la copa es pequeña y el contenido mucho.
Mariano José de Larra, Las casas nuevas, 13 de septiembre de 1833.

En el extrarradio y la periferia urbana (suburbios) se construían viviendas tanto unifamiliares como multifamiliares; siendo significativos los proyectos sociales (casas baratas, affordable housing, etc.), que se prolongaron durante el siglo XX, y cuyo planteamiento filantrópico puede considerarse heredero de las ciudades modelo, falansterios y colonias obreras del socialismo utópico o del paternalismo industrial (que podían ser viviendas unifamiliares, en contextos donde la superficie no supusiera un factor limitante -ciudad jardín, ciudad lineal- o multifamiliares). Véase también cuestión social, doctrina social de la Iglesia, arqueología industrial, New Lanark (1785), Port Sunlight (1888), Familistère de Guise (1856), Cité Napoléon (1851), Familistère Godin (1880), Colonia Güell, Bustiello (Mieres), Crespi d'Adda, Wolfsburg, Colonia Acero (1911), Colonia Cuauhtémoc (1918), etc.

... un familistère assez considérable pour loger environ quatre cents familles d'ouvriers, dont chacune aurait son appartement séparé et auxquelles le système de la consommation aurait assuré sur une grande échelle, en matière de nourriture, de loyer, de chauffage, d'éclairage, le bénéfice des économies qui résultent de l'association ([crear en cada barrio de París] un familisterio lo suficientemente grande para alojar cuatrocientas familias de obreros, donde cada una tendrá su apartamento separado...)
Programa del Parlamento del trabajo, 10 de marzo de 1848.

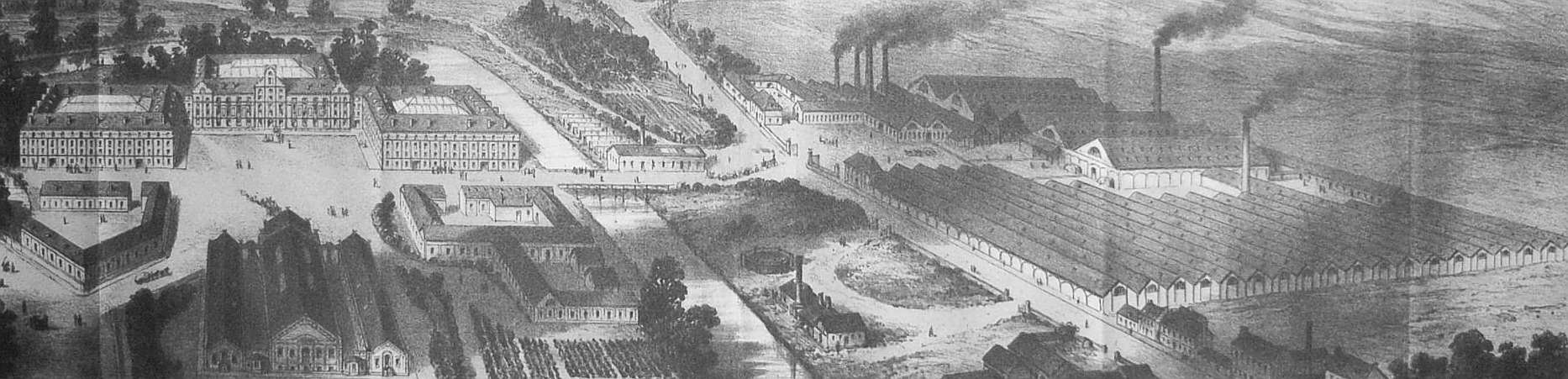
Familistère de Guise.

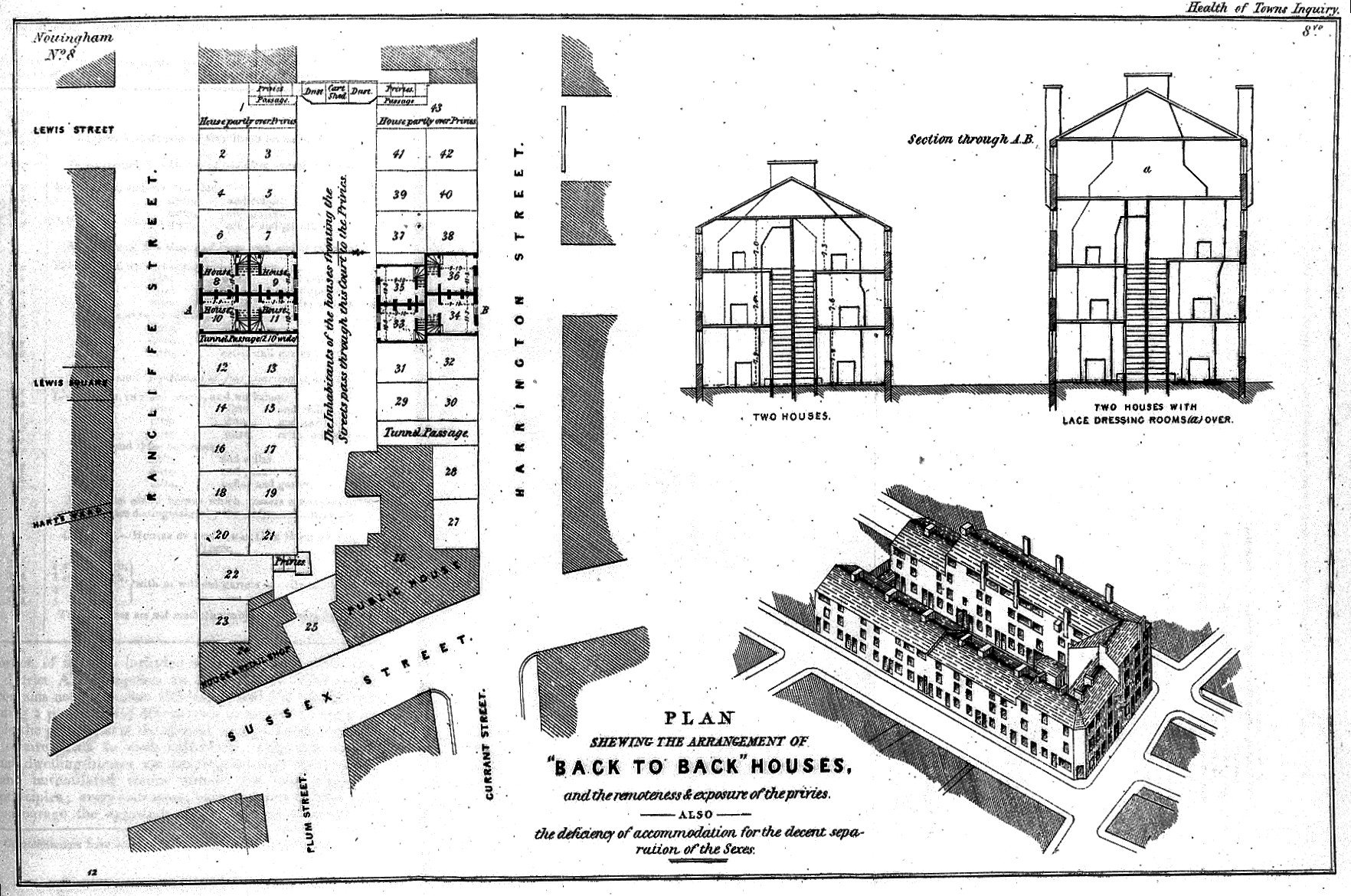
Planos y imágenes de tipología "espalda a espalda" en Nottingham, Inglaterra.

Otro ejemplo de tipología se daría en Inglaterra, la "espalda con espalda", donde se aplicaba el más seco utilitarismo, sacando el mayor partido del suelo, prescindiendo de los espacios libres y patios, proyectando viviendas donde la mayoría de las habitaciones carecían de luz y ventilación. Contrastando con la casa de labranza que tenía pequeños jardines delante y detrás, la nueva versión, la casa obrera, tenía tan sólo un reducido patio en la parte de atrás. Por otra parte, la vivienda rural, que con el paso de los siglos había evolucionado desde estar formada por una sola habitación hasta tener dos plantas, con un salón y un fregadero en la inferior y uno o dos dormitorios en la superior, sufrió un retroceso en su versión urbana, quedando constituida tan solo por una sola habitación que en el mejor de los casos tenía en una de las esquinas un pequeño compartimiento para colocar la cama. Se piensa que, en un intento de maximizar el uso de terrenos urbanos, se alinearon en el patio trasero, los contra frentes de edificios que dan a la calle, creando unidades de fondo ciego, sin accesos ni ventilación. En la parte trasera de los patios se situaban los servicios comunitarios, meras letrinas de tierra que frecuentemente eran compartidas en una proporción de siete familias por letrina. A menudo se accedía a este pulmón de manzana a través de un túnel debajo del primer piso de una unidad con frente a la calle.

### Finales delsigloXIXysigloXX(entre 1871 y 1989)
A partir de la escuela de Chicago (el incendio de 1871 obligó a reconstruir la ciudad) y de los cambios tecnológicos de finales del siglo XIX, que incrementaron extraordinariamente tanto la movilidad horizontal (transporte colectivo -tranvía, metro, autobús- o individual -automóvil- que permite largos desplazamientos de un barrio a otro de ciudades cada vez más extensas) como la vertical (el ascensor, que permite alturas antes inviables), el urbanismo y la arquitectura del siglo XX (funcionalismo, racionalismo, organicismo, vanguardias, nueva objetividad, neoplasticismo -Nieuwe Beeldende, De Stijl- movimiento moderno, Bauhaus, estilo internacional, Art Decó, brutalismo, postmodernismo, etc.) incluyen característicos diseños de viviendas de pisos:
- The Dakota (Nueva York, Henry Janeway Hardenbergh,[30] 1884), de estilo ecléctico e historicista.
- Brittany Apartment Building y Lombardy Apartment Building (Cincinnati, Samuel Hannaford, Thomas J. y Joseph T. Emery, 1885),[31] cuyo estilo, ecléctico, se identifica como "Reina Ana" y "Victoriano" respectivamente.
- Casa Milà o La Pedrera (Barcelona, Antoni Gaudí, 1906-1910); en una manzana del Ensanche de Barcelona, incorpora las personales formas orgánicas de Gaudí, evolucionadas a partir del modernismo (art nouveau o Jugendstil: Casa Horta en Bruselas -Victor Horta-, edificios de viviendas de Hector Guimard[32] en París, Majolikahaus[33] de Otto Wagner en Viena, viviendas de la Calle Alberto[34] en Riga -Mijaíl Eisenstein y otros-).
- The Eldorado (Nueva York, Emery Roth,[35] 1929), de estilo Art decó.
- Hollywood Tower o La Belle Tour (Los Ángeles, Cramer & Wise, 1929), cuyo estilo imita la arquitectura francesa de la región de Normandía.[36]
- Siedlungen der Berliner Moderne (Berlín, Bruno Taut, Martin Wagner, Hans Scharoun, Walter Gropius y otros, 1910-1933), seis promociones declaradas Patrimonio de la Humanidad, cuyo estilo se identifica con las vanguardias.
- Viviendas del barrio de Garbatella[37] (Roma, Innocenzo Sabbatini, Mario De Renzi y otros, desde 1927 -alguna, con motivo del II Congresso Internazionale delle Abitazioni e Piani Regolatori de 1929-),[38] arquitectura fascista.
- The Majestic (Nueva York, Jacques Delamarre, 1931), estilo Art decó.
- Edificio Kavanagh (Buenos Aires, Gregorio Sánchez, Ernesto Lagos, Luis Maria de la Torre, 1936).
- Highpoint apartments (Londres, Berthold Lubetkin, 1936-1938).
- "Casas colectivas" en Buenos Aires, desde los años veinte[39] (Casa Colectiva Las Flores, Fermín Bereterbide,[40] Barrio Parque Los Andes, 1928, Casa Colectiva Patricios, 1939,[41] Casa Colectiva Martín Rodríguez, 1943).[42] Del propio Beterebide, ya en el contexto del movimiento moderno, Edificio Nicolás Repetto, 1948-1955.
- Multifamiliar Presidente Alemán o CUPA (México, 1947-1949).[43]
- Conjunto Habitacional Unidad Independencia (México, 1960).
- 860–880 Lake Shore Drive Apartments (Chicago, Mies van der Rohe, 1949-1951).[44]
- Unité d'Habitation de Marseille (Le Corbusier, 1947-1952).
- Edificio Esplanada (Porto Alegre, Román Fresnedo Siri, 1952).
- Edificio Copan (Sao Paulo, Oscar Niemeyer, 1952-1961).
- Conjunto Urbano Nonoalco Tlatelolco (México, Mario Pani, 1957-1964).
- Desarrollos vinculados a la Interbau de Berlín de 1957, como la Gropiushaus, de Walter Gropius[8] o la Corbusierhaus de Le Corbusier.[7] En la Interbau también trabajaron Alvar Aalto, Egon Eiermann, Arne Jacobsen, Vasily Luckhardt, Oscar Niemeyer, Sep Ruf,[45] y Max Taut.
- Aalto-Hochhaus[10] (Bremen-Neue Vahr, Alvar Aalto, 1962).
- RK Puram, sec 13, viviendas para funcionarios (Rama Krishna Puram,[46] Distrito de Delhi sudoeste, Habib Rahman).[47]
- Plaza on DeWitt (Chicago, Fazlur Khan, 1966), el primer edificio de viviendas en usar el método de construcción tubular.[48]
- Habitat 67 (Montreal, Moshe Safdie, 1967).
- Torre Grenfell (Nigel Whitbread,[49] Clifford Wearden, 1972-1974).
- La arquitectura de la Unión Soviética (1917-1991), que se extendió a los países socialistas (1945-1989), pasó por cuatro fases, visibles también en el hábitat colectivo: tras la época inicial de la revolución, con algunos diseños vanguardistas (como el no realizado Wokenbügel de El Lissitzky)[50] de gran influencia en la Bauhaus, los años treinta y cuarenta fueron el periodo de la arquitectura estalinista, que encargó proyectos megalómanos, como el Edificio de Kotelnicheskaya Naberezhnaya (Moscú, Dmitry Čečulin[51] y Andrei Rostkovsky, 1952) y el Edificio de la plaza Kudrinskaya (Moscú, Mikhail Posokhin, 1948-1954). La segunda mitad de los años cincuenta y los años sesenta se caracterizaron por edificios tipo o estilo Jrushchovka, denominado así por el dirigente soviético Nikita Jruschov; el ingeniero y arquitecto Vitali Lagutenko ideó un sistema constructivo por paneles que permitía levantar casas de cinco pisos (para que no fuera necesario el ascensor) en diez días; con apartamentos de una, dos o tres habitaciones (30, 44 y 60 metros cuadrados respectivamente). Al final del periodo, 60 millones de personas (una cuarta parte de la población de la URSS) vivía en las jruschovski. En Europa Oriental, edificios similares eran denominados denominados panelák y plattenbau. Los años setenta y ochenta fueron el periodo de los edificios tipo o estilo Luzhkov, denominado así por el alcalde de Moscú Yuri Luzhkov, que dio a los arquitectos "libertad creativa", emergiendo diferentes estilos ("juguetón, moderno, escultural, contextual, neo y metabólico").[52][53]
- Los desarrollos del urbanismo franquista (España, 1939-1975),[54] que en su vertiente más popular se definió como "chabolismo vertical",[55] alcanzaron en algunos casos las mayores densidades de Europa (el Barrio del Pilar de Madrid, 235 personas/ha,[56] el Polígono Sur de Sevilla aún más -50.000 personas en 145 ha, incluyendo la parte llamada Las 3000 Viviendas-); planteamientos originales, como el módulo de Leoz (1961), tuvieron un uso marginal, pero otros sí tuvieron más repercusión, como Walden 7 (Barcelona, Ricardo Bofill, 1970). Ya en la Transición se construyó El Ruedo o La Corrala de la M30 (Madrid, Francisco Javier Sáenz de Oiza, 1986-1989), para realojar a familias chabolistas. En un entorno próximo, pero en el lado interior de la M30, el mismo arquitecto había levantado una torre de apartamentos de una condición social mucho más elevada: Torres Blancas (1964-1968).[57]

### Finales delsigloXXysigloXXI(desde 1989)
Con la caída del muro de Berlín desaparecieron los regímenes comunistas del Bloque del Este y se inició la actual época de globalización y el protagonismo de los países emergentes. Algunos significativos construidos a partir de 1989:
- Logements sociaux 64 Rue de Meaux (París, Renzo Piano, 1991).[61]
- Viviendas de la Plaza del Mercado Grande (Ávila, Rafael Moneo, 2003).[62]
- Edificio Mirador (Madrid, MVRDV y Blanca Lleó, 2005).
- The Arch (Hong Kong, Ove Arup, 2006).
- Lumière Residences (Sídney, Norman Foster,2007-2008)[63]
- Horizontal Skyscraper (Shenzhen, Steven Holl, 2009).[64]
- 8 Tallet (Copenhague, Bjarke Ingels, 2010).[65]
- The Torch (Dubái, Khatib & Alami, 2005-2011).
- Absolute World (Mississauga, MAD and Burka Architects, 2011).
- 8 Spruce Street (Nueva York, Frank Gehry, 2011).
- Sky Habitat (Singapur, Moshe Safdie, 2015).[66]
- Anadara (Barangaroo, fjmt, 2016).[67]
- Soto de Lezkairu (Pamplona, VArquitectos, 2017), de máxima eficiencia energética (Passivhaus).[68]
- The Silo (Copenhague, COBE -taller encabezado por Dan Stubbergaard, entre otros-, 2017).[69]

### Importancia en la enseñanza de la arquitectura
Una gran proporción de volumen total construido de finales del siglo XX y comienzos del XXI en España consiste en vivienda colectiva: además los nuevos ensanches y ampliaciones modernas de las ciudades son creados con base en modelos de manzanas de vivienda colectiva. Por ello, el esfuerzo dedicado a la enseñanza e investigación de las diferentes tipologías relacionadas es notable en las escuelas de arquitectura Españolas en los ciclos de grado y posgrado. Destacan aparte de la enseñanza típica de la arquitectura títulos de Master especializados como el Master in Collective Housing (MCH), dirigido a partes iguales entre la Escuela de arquitectura de Madrid (UPM) y la ETH Zúrich.